# Wilhelm Wundt

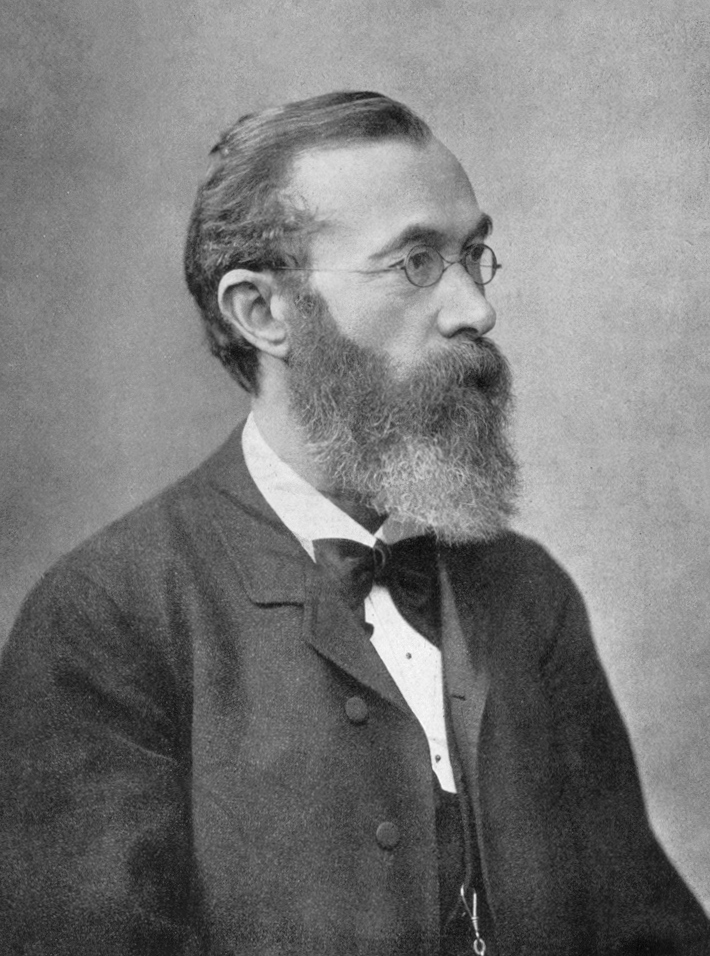
Wilhelm Wundt, Porträtfotografie, veröffentlicht in der Weltrundschau zu Reclams Universum 1902

Wilhelm Maximilian Wundt (* 16. August 1832 in Neckarau; † 31. August 1920 in Großbothen bei Leipzig) war ein deutscher Physiologe, Psychologe und Philosoph. Er gründete 1879 an der Universität Leipzig das erste Institut für experimentelle Psychologie mit einem systematischen Forschungsprogramm. Wundt gilt als Begründer der Psychologie als eigenständige Wissenschaft und als Mitbegründer der Völkerpsychologie (Kulturpsychologie).
Wundt arbeitete in seinem Forschungsprogramm eine umfassende Wissenschaftskonzeption der Psychologie aus, die sich von der Psychophysik der Sinnesempfindungen, der Aufmerksamkeit und des Bewusstseins, der Psychophysiologie der Emotionen und einer umfangreichen Neuropsychologie bis zur Sprachpsychologie, Religionspsychologie und anderen Themen der Kulturpsychologie (Völkerpsychologie) erstreckte. Seine empirische Psychologie und Methodenlehre sind eng verknüpft mit seiner Erkenntnistheorie und Wissenschaftstheorie der Psychologie. Mit seiner später ausgearbeiteten Ethik und seinem metaphysischen Voluntarismus entstand ein einheitlich konzipiertes System.

## Genealogie

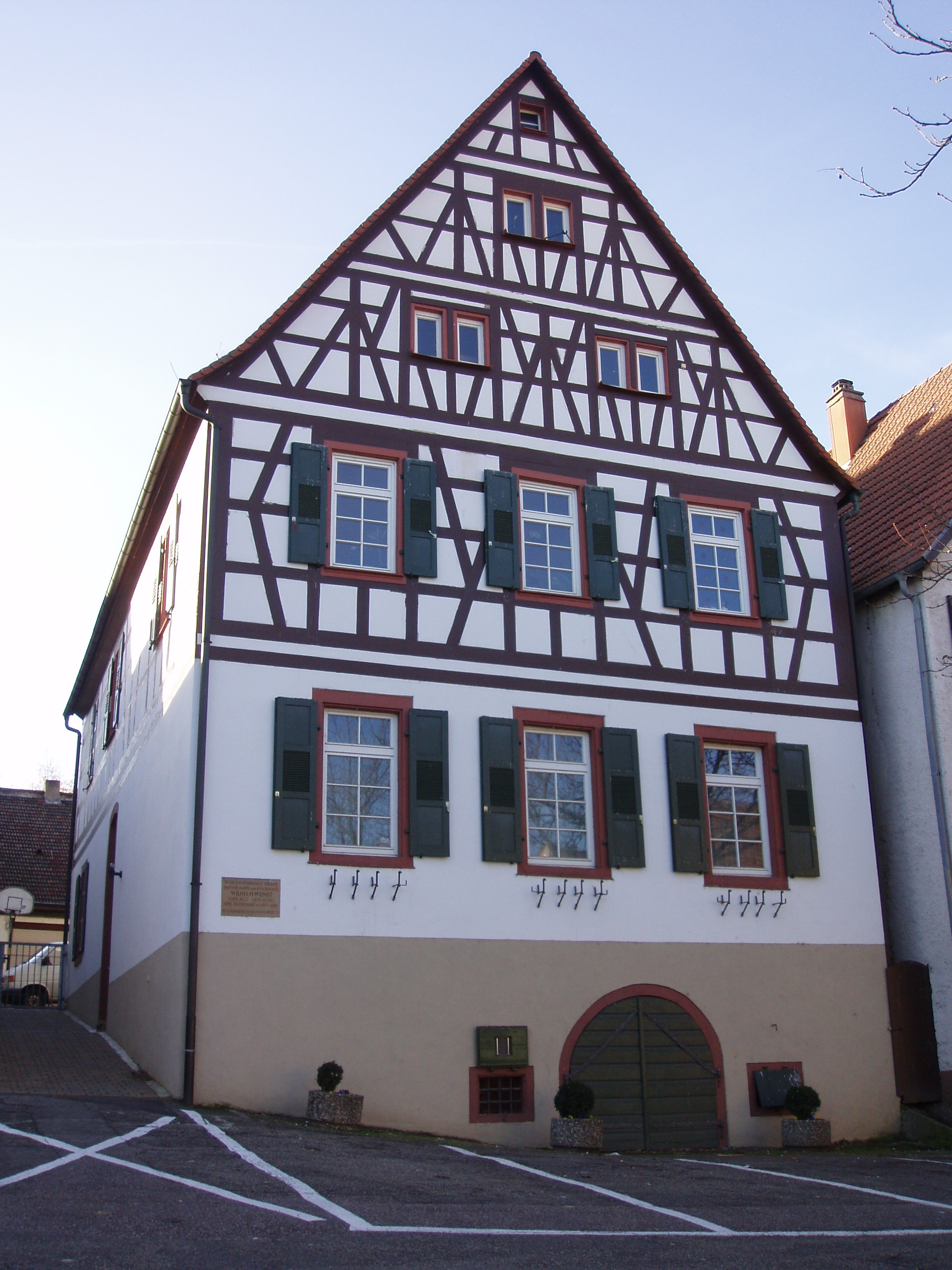
Wohnstatt Wilhelm Wundts in Heidelsheim

Wilhelm Max Wundt entstammt als jüngstes Kind einer pfälzischen protestantischen Akademikerfamilie.
Seine Eltern waren Maximilian Wundt (1787–1846), Pfarrer in Neckarau, ab 1832 in Leutershausen und seit dem Sommer 1836 in Heidelsheim, und Marie Frederike Wundt, geb. Arnold (1797–1868). Wundts Großvater war Friedrich Peter Wundt (1742–1805), Professor für Landeskunde und Pfarrer in Wieblingen. In seiner genealogischen Analyse konnte der Breslauer Arzt Gottfried Roesler die Herkunft der Großfamilie Wundt aus der Steiermark darstellen.
In der Nähe von Heidelberg lernten sich im Jahr 1867 Wilhelm Wundt und Sophie Mau (1844–1912) kennen. Sie war die älteste Tochter des Kieler Theologieprofessors Heinrich August Mau und seiner Ehefrau Luise Mau, geborene von Rumohr sowie eine Schwester des Archäologen August Mau. Die Heirat fand am 14. August 1872 in Kiel statt. Das Ehepaar hatte drei Kinder: Eleonore (1876–1957), Louise, genannt Lilli (1880–1884) und Max Wundt (1879–1963), völkischer Philosoph.

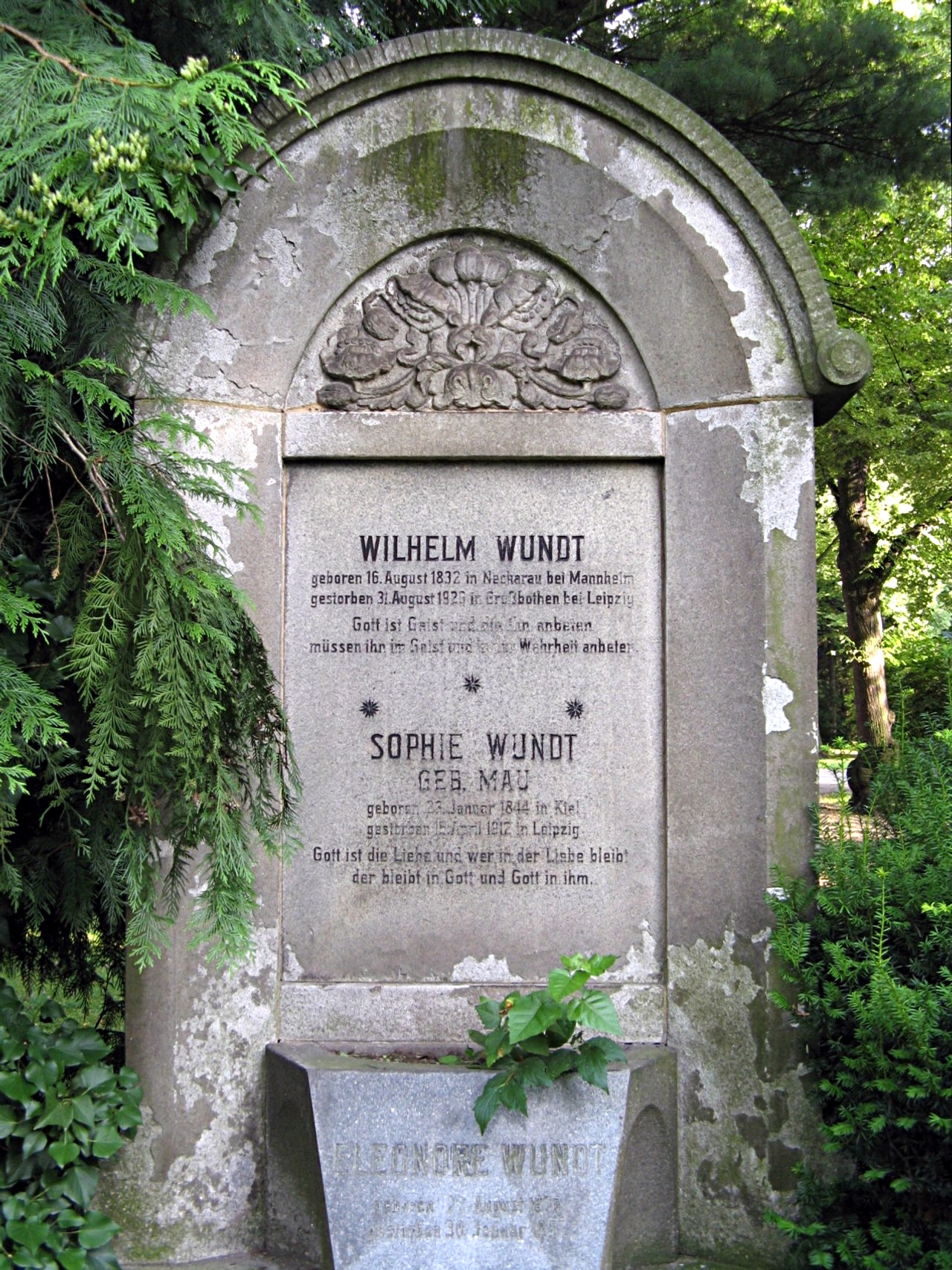
Grabmal von Wilhelm Wundt, seiner Frau Sophie und seiner Tochter Eleonore auf dem Leipziger Südfriedhof, II. Abteilung

Wundt starb am 31. August 1920 in Großbothen und wurde am 4. September 1920 auf dem Leipziger Südfriedhof eingeäschert.

## Leben

### Studium und Universitätslaufbahn
Wundt studierte nach seinem Abitur am Heidelberger Großherzoglichen Gymnasium von 1851 bis 1856 Medizin sowie Naturwissenschaften und Philosophie an den Universitäten Heidelberg und Tübingen, dort unter anderem bei seinem Onkel mütterlicherseits, dem Anatomen und Physiologen Friedrich Arnold. In Heidelberg hörte er physikalische Vorlesungen bei Robert Bunsen und Philipp von Jolly. 1855 erlangte Wundt in Karlsruhe sein medizinisches Staatsexamen. Mit der Dissertation Untersuchungen über das Verhalten der Nerven in entzündeten und degenerierten Organen wurde er 1856 zum Dr. med. promoviert.
Nach seiner Promotion war Wundt in Heidelberg Assistent bei Karl Ewald Hasse und ging im selben Jahr für ein Forschungssemester nach Berlin zu Johannes Müller. Dort forschte Wundt über Nervenzentren bei niederen Wirbellosen, insbesondere bei Teichmuscheln. Auch arbeitete er an der Friedrich-Wilhelms-Universität für Emil Du Bois-Reymond über Phänomene der Muskelkontraktion.
Wundt habilitierte sich für Physiologie im Jahr 1857 in vereinfachter Form, da er mit summa cum laude promoviert worden war. Als Privatdozent hielt er Vorlesungen über die gesamte Physiologie und über Medizinische Physik. Ein Blutsturz, den er nur knapp überlebte, wird in autobiographischen Aufzeichnungen als einschneidende Erfahrung geschildert. Während seiner Rekonvaleszenz bewarb sich Wilhelm Wundt um eine Assistentenstelle bei Hermann von Helmholtz. Während seiner Assistentenzeit von 1858 bis 1863 bei Helmholtz unterrichtete Wundt neben seiner experimentellen Forschung Medizinstudenten im Praktikum, hielt Vorlesungen zur Physiologie und anderen Themen und veröffentlichte 1862 fünf Abhandlungen zur Theorie der Sinneswahrnehmungen, zusammengefasst als seine erste experimentalpsychologische Schrift unter dem Titel Beiträge zur Theorie der Sinneswahrnehmung.
1864 erhielt er eine Berufung als außerordentlicher Professor für Anthropologie und Medizinische Psychologie an die Medizinische Fakultät der Universität Heidelberg. Nach einer Tätigkeit als Militärarzt im Jahr 1870 und einer Vertretung für den nach Berlin berufenen Helmholtz im Jahr 1871 wurde er außerordentlicher Professor der Medizin mit Besoldung; seine Lehrtätigkeit umfasste Anthropologie und Medizinische Psychologie.
Nach seiner Berufung zum ordentlichen Professor für induktive Philosophie an die Universität Zürich im Jahr 1874 wechselte Wilhelm Wundt ein Jahr später auf eine ordentliche Professur für Philosophie an die Universität Leipzig. Dort gründete er 1879 – zunächst als Privateinrichtung – eine Experimental-Psychologische Versuchsanstalt als weltweit erstes Institut für Psychologie. 1883 wurde es von der Universität offiziell anerkannt und ab 1884, erhoben zum „Institut für experimentelle Psychologie“, mit Räumlichkeiten ausgestattet und einem jährlichen Etat versehen. 1889–1890 war Wundt Rektor der Universität Leipzig. 1913 gründete er am Institut eine Völkerpsychologische Abteilung. 1917 gab er sein Lehramt auf. Während seines letzten Lebensjahres wohnte Wundt in dem Haus seiner Tochter Eleonore in Großbothen bei Leipzig. Seit 2014 gibt es eine Initiative, das verfallende Haus zu bewahren und als Forschungsstätte zu nutzen. Im Juni 2022 begannen mit Fördergeldern von Bund und Land Sachsen die Bauarbeiten zur Restaurierung des Hauses.

### Akademisches Umfeld
In Leipzig bestand ein anregendes wissenschaftliches Umfeld mit der Möglichkeit vieler interdisziplinärer Kontakte. Zu Wundts Umfeld gehörten unter anderen die Mediziner, Physiologen, Physiker und Biologen Carl Ludwig, Johann Nepomuk Czermak, Ernst Heinrich Weber, Ewald Hering, Pfeffer, Gustav Theodor Fechner und Hermann Lotze, weiterhin die mit ihm n Rechtswissenschaftler Oskar von Bülow und Rudolph Sohm, die Philologen Gottlob Reinhold Sievers und Karl Brugmann. Zu seinem „Diskussionskränzchen“ gehörten der Historiker Karl Lamprecht, der Geograph Friedrich Ratzel und der Chemiker Wilhelm Ostwald. Fachliche Kontroversen ergaben sich in Leipzig mit dem Mathematiker und Philosophen Moritz Wilhelm Drobisch, dem Physiker und Astronomen Karl Friedrich Zöllner über Spiritismus und dem Philosophen Eduard Zeller über psychologische Messungen.

### Lehrtätigkeit
In Leipzig hielt Wundt seit 1875 Vorlesungen mit einem breiten Spektrum: Logik und Methodenlehre, Psychologie der Sprache, Anthropologie (Naturgeschichte und Urgeschichte des Menschen), Psychologie, Allgemeine Resultate der Gehirn- und Nervenphysiologie mit Rücksicht auf Psychologie, Geschichte der neueren Kosmologie, Historische und Moderne Philosophie, Praktika in experimenteller Psychologie. Seine Vorlesungen, die von damaligen Zuhörern als sehr eindrucksvoll beschrieben wurden, hielt Wundt frei.
Wundt gründete zwei Zeitschriften, um die Arbeiten des Leipziger Instituts, insbesondere zur Experimentalpsychologie, bekannt zu machen: Philosophische Studien (von 1881 bis 1902) und Psychologische Studien (von 1905 bis 1917).

### Assistenten, Mitarbeiter und Studenten
Erster Assistent war der Amerikaner James McKeen Cattell. Es folgten zahlreiche Mitarbeiter, von denen viele als Pioniere bestimmter Richtungen der Psychologie bekannt wurden: Fritz Giese, Otto Klemm, Felix Krueger, Oswald Külpe, Ludwig Lange, Alfred Georg Ludvig Lehmann, Gottlob Friedrich Lipps, Karl Marbe, Paul Mentz, Ernst Meumann, Willy Möbius, Walther Moede, Hugo Münsterberg, Friedrich Sander, Charles Spearman, Gustav Wilhelm Störring, Edward Bradford Titchener, Lightner Witmer und Wilhelm Wirth sowie der Psychiater Emil Kraepelin.
Bei Wundt in Leipzig studierten kürzere oder längere Zeit oder waren zu Gast Wladimir Michailowitsch Bechterew, Émile Durkheim, Edmund Husserl, Ludwig Lange, Karl Julius Lohnert, Bronisław Malinowski, George Herbert Mead, Constantin Rădulescu-Motru, Edward Sapir, William Isaac Thomas und Ferdinand Tönnies.
Zwischen 1875 und 1919 schrieb Wundt in 184 Promotionsverfahren (70 Ausländer, davon 18 aus den USA) das Erstgutachten. Schwerpunkte der experimentellen Untersuchungen (85 Dissertationen) waren Fechners Psychophysik und die Apperzeptionsforschung mit Reaktionszeitmessungen und anderen Methoden; neben vielen philosophischen gab es einige völkerpsychologische Themen.

### Politik
Wundt war Mitbegründer des Vereins deutscher Arbeitervereine. Er war Mitglied der Badischen Fortschrittspartei und gehörte als Vertreter Heidelbergs der Zweiten Kammer der Badischen Ständeversammlung von 1866 bis 1869 an. Tätigkeitsbereiche Wundts waren: Rechtlicher Status von Studierenden; Schulreform; Kommissionsbericht über den Gesetzesentwurf, die Rechtsverhältnisse der Studierenden an den beiden Landesuniversitäten betreffend. Das Mandat legte er 1869 nieder, wobei politische Angriffe und Arbeitsbelastung eine Rolle gespielt haben.
Wundt, eher ein Liberaler in seiner Heidelberger Zeit und in seiner Leipziger Rektoratsrede 1889, unterschrieb zu Beginn des Ersten Weltkriegs die Erklärung der Hochschullehrer des Deutschen Reiches zur Rechtfertigung der deutschen Position in der Kriegsführung. Er verfasste mehrere politische, patriotisch wirkende Aufsätze und Reden, die von dem Glauben an die Überlegenheit der deutschen Wissenschaft und Kultur geprägt sind, und diese Einstellung scheint sich, auch unter dem Eindruck der revolutionären Ereignisse der Nachkriegszeit, zu einer zunehmend konservativ-nationalen Haltung entwickelt zu haben.

### Ehrungen

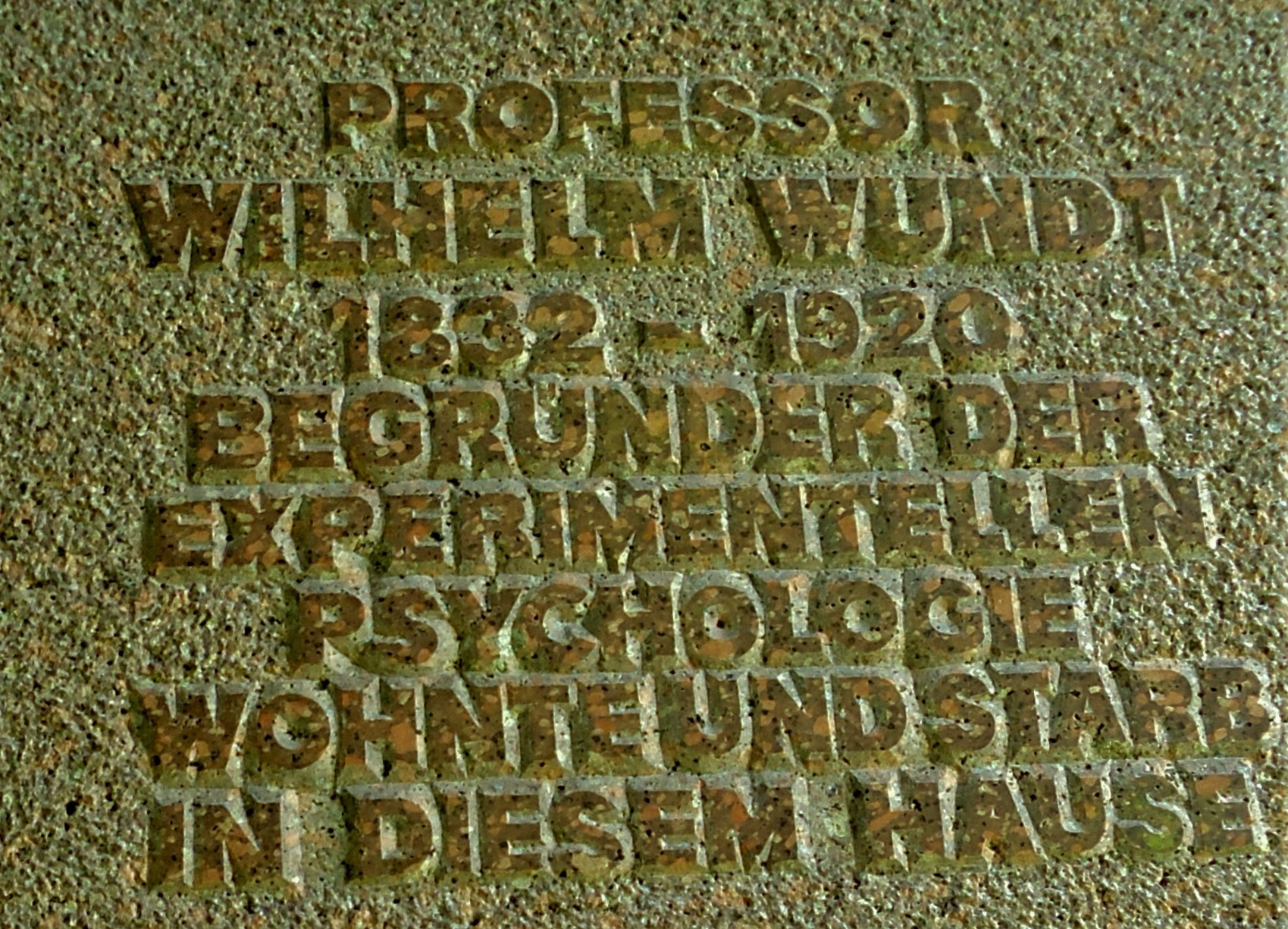
Tafel an Wundts Haus in Großbothen

Wundt wurde Ehrendoktor der Universitäten Leipzig (Dr. phil. h.c., 1876) und Göttingen (Dr. jur. h.c., 1887). Er war auswärtiges oder korrespondierendes Mitglied von 13 Akademien sowie Ehrenmitglied in 12 wissenschaftlichen Gesellschaften des In- und Auslands.
1888 wurde er zum Königlich Sächsischen Geheimen Hofrat ernannt. 1912 wurde er als Mitglied des Ordens Pour le Mérite für Wissenschaften und Künste und 1909 in die National Academy of Sciences gewählt. Seit 1902 war er Ehrenbürger von Leipzig und seit 1907 von Mannheim.
- Nach Wundt benannte Straßen gibt es in Berlin, Dresden, Heidelberg, Leipzig, Mannheim, München und Wien.
- Tafeln an Wundts Haus in Großbothen und an seiner Wohnstatt in Heidelsheim
- Gedenktafel 2016, Innenhof der Universität Leipzig
- Statue, Southwest University Chongqing, China
- Die Asteroiden (635) Vundtia und (11040) Wundt tragen seinen Namen.
- Das Institut für Psychologie der Universität Leipzig erhielt 2019 den Namen Institut für Psychologie – Wilhelm Wundt.[18]

## Werk

### Physiologie

Wundt–Täuschung (die roten Linien sind parallel)

In der Heidelberger Zeit seit 1853 veröffentlichte Wundt zahlreiche Aufsätze zur Physiologie (speziell zu experimenteller Neurophysiologie und Muskelphysiologie, Augenbewegungen, Nervenleitung, Curare), ein Lehrbuch der Physiologie des Menschen (1865, 4. Auflage 1878) und ein Handbuch der Medizinischen Physik (1867). Er verfasste etwa 70 Rezensionen über aktuelle Publikationen auf den Gebieten Neurophysiologie und Neurologie, Physiologie, Anatomie, Histologie. Wundts Lehrbuch Grundzüge der physiologischen Psychologie enthält zu etwa einem Drittel des Gesamtumfangs Darstellungen der Anatomie und Physiologie des Zentralnervensystems. Auch die späteren dreibändigen Auflagen zeichnen sich durch ungewöhnlich ausführliche Kapitel über den Stand der funktionellen Neuroanatomie und der Physiologie des Zentralen Nervensystems aus. Dazu gehört eine kritische Diskussion der zeitgenössischen Lokalisationstheorien und allgemeiner Funktionsprinzipien. Wundt plädierte dafür, die neuroanatomischen und neurophysiologischen Fragestellungen an prägnanten psychologischen Konzepten auszurichten. Diese Konzeption einer interdisziplinären Neurowissenschaft ist heute Allgemeingut, doch erinnert man sich Wundts Beitrag zu dieser Entwicklung kaum noch. Sherrington zitiert in seinem Lehrbuch mehrfach Wundts Forschung zur Physiologie der Reflexe, nicht jedoch Wundts neuropsychologische Konzeption (Fahrenberg, 2015).
Ein zweites Arbeitsgebiet war die Sinnesphysiologie, u. a. zur Raumwahrnehmung, zur visuellen Wahrnehmung und zu optischen Täuschungen. Bekannt wurde die „Wundt–Täuschung“ als Variante der „Hering–Täuschung“. In seiner Forschung zur Sinnesphysiologie stieß Wundt auf Sachverhalte, die seines Erachtens psychologische Erklärungen in der Theorie der Sinneswahrnehmung verlangten.
Außerdem schrieb Wundt zahlreiche Aufsätze für ein breiteres Publikum.

### Psychologie

#### Ausgangslage
Wundt kannte aufgrund seiner Ausbildung und als Assistent von Hermann von Helmholtz die Maßstäbe der experimentellen Forschung, aber auch die spekulative Psychologie in der Mitte des 19. Jahrhunderts. Wundts Anspruch an wissenschaftliche Forschung und notwendige Methodenkritik wird deutlich, wenn er von der Redeweise gewöhnlicher Leute, die sich nur auf ihre persönliche Lebenserfahrung berufen, schreibt, oder den Einfluss der unkritischen Vulgärpsychologie auf psychologische Interpretationen nennt.
In Gustav Theodor Fechner sieht Wundt den Vater der Psychophysik und den hoffnungsvollen Beginn der experimentellen Psychologie. In dessen mathematisch formulierten Gesetzen, denen zufolge zwischen der eben merklichen Veränderung einer Empfindung und den Intensitätszuwächsen der sensorischen Reize eine logarithmische Beziehung besteht, meint Wundt den Beweis zu sehen, dass die innere Erfahrung des Menschen experimentell untersucht werden kann. An Johann Friedrich Herbarts Psychologie kritisiert er die metaphysisch verankerte Ableitungen und das Fehlen empirischer Untersuchungen. Grundsätzlich widerspricht Wundt dem allgemeinen Ansatz Herbarts, der vor allem von einer Theorie der Vorstellungen ausgeht und die Willensvorgänge als deren Wirkungen interpretiert. Wundt kann der „Mechanik der Vorstellungen“ in dieser „intellektualistischen“ und spekulativ-mathematischen Psychologie nicht folgen und betont die engen psychischen Verbindungen von Vorstellungen, Gefühlen und Willenstätigkeit. Für Wundt haben die Willensvorgänge in der empirischen Psychologie nicht nur eine gleichrangige Bedeutung, sondern bilden sogar die zentralen Funktionen. Alle seelischen Vorgänge seien nach Analogie des Willensvorganges aufzufassen als ein fortwährend wechselndes Geschehen in der Zeit; er postuliert jedoch nicht, dass das Wollen, im Sinne der metaphysischen Auffassung Schopenhauers, die einzige real existierende Form des psychischen Geschehens sei. Wundt ist vielmehr bekannt für seine Elementenpsychologie und konsequenterweise auch für seine Bewusstseinspsychologie.

#### Hauptwerke
Die Beiträge zur Theorie der Sinneswahrnehmung (1862) lassen die Wendung des Physiologen Wundt zum Experimentalpsychologen erkennen. „Warum folgt die Psychologie nicht dem Beispiel der Naturwissenschaften? Es ist eine Lehre, die auf jeder Seite die Geschichte der Naturwissenschaften uns einprägt, dass die Fortschritte jeder Wissenschaft innig an den Fortschritt der Untersuchungsmethoden gebunden sind.“ Mit dieser Feststellung will er jedoch keinesfalls die Psychologie als reine Naturwissenschaft bestimmen: Die Psychologen sollen zwar von den Fortschritten der naturwissenschaftlichen Methoden lernen, aber: „Es sind zwei Wissenschaften, die in dieser Hinsicht der allgemeinen Psychologie zu Hilfe kommen müssen: die Entwicklungsgeschichte der Seele und die vergleichende Psychologie. Jene hat die allmähliche Ausbildung des Seelenlebens beim Menschen zu verfolgen, diese hat die Verschiedenheiten desselben darzustellen in der Tierreihe und in den Völkerrassen des Menschengeschlechts.“ „So werden wir, von welcher Seite wir auch eine psychologische Untersuchung in Angriff nehmen mögen, immer wieder auf den Punkt zurückgeführt, von dem wir ausgingen, auf die Verbesserung der Methodik.“
Auf dem Titelblatt der Beiträge zitiert Wundt Gottfried Wilhelm Leibniz, dessen philosophische Psychologie und Prinzipienlehre einen zunehmenden Einfluss auf Wundts Psychologie und Philosophie ausübten:
„Nihil est in intellectu quod non prius fuerit in sensu, nisi intellectus ipse“
– Nichts ist im Verstande, was nicht in den Sinnen gewesen ist: ausgenommen der Verstand selbst (Leibniz, Nouveaux essais, 1765, Livre II, Des Idées, Chapitre 1, § 6).
Wundt war in seinen sinnesphysiologischen Experimenten zu der Auffassung gelangt, dass für bestimmte Phänomene, beispielsweise in der Raumwahrnehmung, einfache physiologische Erklärungen nicht ausreichen, sondern psychologische Begriffen notwendig sind. – Die Grundzüge der physiologischen Psychologie schließen 1874 mit dem Satz „Nicht als einfaches Sein, sondern als geordnete Einheit vieler Elemente ist die menschliche Seele was Leibniz sie nannte: ein Spiegel der Welt“ (1874, S. 863).
Wundts Forschungsprogramm und sein theoretisch umfassender Horizont sind in den zweibändig publizierten Vorlesungen über die Menschen- und Tierseele (1863) zu erkennen. In diesem populären Werk sind bereits alle psychologischen Interessengebiete Wundts enthalten:
- die Allgemeine Psychologie (bei Wundt vom heutigen Sprachgebrauch abweichend als Individualpsychologie bezeichnet), d. h. Gebiete wie Empfindung, Aufmerksamkeit, Apperzeption, Wille, Gefühl und Affekt
- die Kulturpsychologie (bei Wundt Völkerpsychologie,[28] jedoch nicht als Völkerkunde (Ethnologie), sondern als Entwicklungstheorie des menschlichen Geistes verstanden)
- Tierpsychologie
- Neuropsychologie

Die Programmatik des 30-jährigen Wundt (1862, 1863) wird zu einem nahezu sechs Jahrzehnte währenden Forschungsprogramm ausgestaltet. Dreißig Jahre später veröffentlichte Wundt (1892) eine zweite, gekürzte und umgearbeitete Auflage dieser Vorlesungen mit einem selbstkritischen Vorwort. Die als zu vorläufig erkannten Kapitel zur Völkerpsychologie werden ausgeklammert und später zu einer zehnbändigen Völkerpsychologie ausgearbeitet.

#### Allgemeine Psychologie
Die Grundzüge der physiologischen Psychologie über Allgemeine Psychologie sind Wundts bekanntestes Lehrbuch. Er will zwei Wissenschaften miteinander in Verbindung bringen. „Die Physiologie gibt über jene Lebenserscheinungen Aufschluss, welche sich durch unsere äußeren Sinne wahrnehmen lassen. In der Psychologie schaut der Mensch sich selbst gleichsam von innen an und sucht sich den Zusammenhang derjenigen Vorgänge zu erklären, welche ihm diese innere Beobachtung darbietet.“
„Mit zureichender Sicherheit lässt sich wohl der Satz als begründet ansehen, dass sich nichts in unserem Bewusstsein ereignet was nicht in bestimmten physiologischen Vorgängen seine körperliche Grundlage fände.“ Der physiologischen Psychologie weist Wundt die Aufgabe zu: „erstlich diejenigen Lebensvorgänge zu erforschen, welche, zwischen äußerer und innerer Erfahrung in der Mitte stehend, die gleichzeitige Anwendung beider Beobachtungsmethoden, der äußeren und der inneren, erforderlich machen, und zweitens von den bei der Untersuchung dieses Gebietes gewonnenen Gesichtspunkten aus die Gesamtheit der Lebensvorgänge zu beleuchten und auf solche Weise wo möglich eine Totalauffassung des menschlichen Seins zu vermitteln.“ „Das Attribut ‚physiologisch‘ will nicht sagen, dass sie … [die physiologische Psychologie] … die Psychologie auf Physiologie zurückführen wolle – was ich für ein Ding der Unmöglichkeit halte –, sondern dass sie mit physiologischen, d. h. experimentellen Hilfsmitteln arbeitet und allerdings mehr, als es in der sonstigen Psychologie zu geschehen pflegt, auf die Beziehungen der psychischen zu den physischen Vorgängen Rücksicht nimmt.“ „Will man auf die Eigenthümlichkeit der Methode das Hauptgewicht legen, so lässt daher unsere Wissenschaft als Experimentalpsychologie von der gewöhnlichen, rein auf Selbstbeobachtung gegründeten Seelenlehre sich unterscheiden.“ Die Grundzüge (1874) enthalten nach langen Kapiteln über Anatomie und Physiologie des Nervensystems fünf Abschnitte: die psychischen Elemente, die psychischen Gebilde, der Zusammenhang der psychischen Gebilde, die psychischen Entwicklungen, die Prinzipien und Gesetze der psychischen Kausalität.

#### Apperzeptionstheorie
Ein zentraler Begriff für Wundts Psychologie ist die Apperzeption: das Eintreten eines Bewusstseinsinhaltes in das Aufmerksamkeitsfeld. Am Beispiel der Aufmerksamkeit und Aufmerksamkeitssteuerung sind die willentliche Zuwendung, die begleitenden Sinnesempfindungen und Tätigkeitsgefühle psychologisch zu beschreiben sowie graduelle Unterschiede hinsichtlich Klarheit und Umfang, Bewusstseinsintensität sowie Verbindungsformen der einzelnen Funktionen. Apperzeption ist eine zur passiven Assoziation hinzukommende Tätigkeit, die sowohl eine willkürliche und auswählende als auch eine vorstellende und vergleichende sei. In diesem Prozess werden Empfindungen und Vorstellungen apperzeptiv mit typischen Gefühlstönen verbunden, auf verschiedene Weise ausgewählt, analysiert, assoziiert und kombiniert, auch mit motorischen und vegetativen Funktionen verknüpft, nicht bloß „verarbeitet“, sondern auch „schöpferisch synthetisiert“.
Wundt beschreibt diese apperzeptiven Prozesse psychologisch sehr differenziert und stützt sich in vieler Hinsicht auf Methoden und Ergebnisse seiner Experimentalforschung. Ein Beispiel bilden die umfangreichen Experimentalreihen zur mentalen Chronometrie komplexer Reaktionszeiten. In der Gefühlsforschung werden bestimmte Affekte provoziert und gleichzeitig mit einem Kymographen Puls und Atmung registriert. Die beobachteten Unterschiede sollen dazu beitragen, Wundts Klassifikation (Wundts dreidimensionale Gefühlstheorie): Lust – Unlust, Erregung – Beruhigung, Spannung – Lösung, experimentell zu stützen.

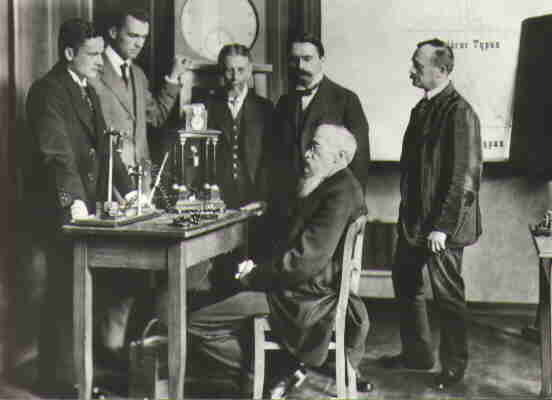
Wundt (sitzend) und Mitarbeiter um 1910

Wundt beschäftigte sich theoretisch und methodologisch intensiv mit der Differenzierung des Apperzeptionsprozesses in den emergenten psychischen Vorgängen und den Möglichkeiten zu dessen experimenteller Erforschung. Wundt sieht im integrativen Prozess der Bewusstseinstätigkeit eine elementare Aktivität des Subjekts, also den Willensakt, einen Inhalt aufmerksam ins Bewusstsein zu rücken. Insofern diese Aktivität für alle psychischen Prozesse typisch ist, sei es möglich, seine Sicht als voluntaristisch zu bezeichnen.
Durch seine Forderung, psychische Vorgänge in ihre Elemente zu zergliedern, möchte Wundt keine reine Elementenpsychologie schaffen, denn die Elemente sollen zugleich aufeinander bezogen bleiben. Er beschreibt die sinnlichen Empfindungen mit den an sie gebundenen einfachen sinnlichen Gefühlen, Vorstellungen und Willensakten, und er erläutert Abhängigkeiten und Rückwirkungen, die zum Teil ähnlich wie heutige Konzepte kognitiver Gefühlstheorien (Emotionen, Emotionstheorien) klingen. Wundt lehnte die verbreitete Assoziationstheorie ab, der zufolge psychische Verbindungen (Lernen, Assoziationspsychologie) hauptsächlich aufgrund der Häufigkeit und der Intensität bestimmter Vorgänge zustande kommen. 1880 standardisierte er das Wortassoziationsexperiment.

#### Völkerpsychologie (Kulturpsychologie)
Ein weiteres Hauptwerk Wundts ist die zehnbändige Völkerpsychologie. Eine Untersuchung der Entwicklungsgesetze von Sprache, Mythos und Sitte (1900 bis 1920). Im Gegensatz zur Individualpsychologie soll die Völkerpsychologie die allgemeinen psychischen Entwicklungsgesetze der höheren geistigen Prozesse aufzeigen: die Entwicklung des Denkens, die Sprache, die künstlerische Phantasie, Mythos, Religion, Sitte, das Verhältnis des Einzelnen zur Gemeinschaft, die geistige Umgebung und die Entstehung der geistigen Werke der Gemeinschaft.
„Die Psychologie in der gewöhnlichen und allgemeinen Bedeutung dieses Wortes sucht die Tatsachen der unmittelbaren Erfahrung, wie sie das subjektive Bewusstsein uns bietet, in ihrer Entstehung und in ihrem wechselseitigen Zusammenhang zu erforschen. In diesem Sinne ist sie Individualpsychologie. Sie verzichtet durchgängig auf eine Analyse jener Erscheinungen, die aus der geistigen Wechselwirkung einer Vielfalt von Einzelnen hervorgehen. Eben deshalb bedarf sie aber einer ergänzenden Betrachtung, die wir der Völkerpsychologie zuweisen. Demnach besteht die Aufgabe dieses Teilgebiets der Psychologie, in der Untersuchung derjenigen psychischen Vorgänge, die der allgemeinen Entwicklung menschlicher Gemeinschaften und der Entstehung gemeinsamer geistiger Erzeugnisse von allgemeingültigem Werte zugrunde liegen“.
„Nun kann schon die allgemeine Psychologie nicht ganz an der Tatsache vorübergehen, dass das Bewusstsein des Einzelnen unter dem Einfluss seiner geistigen Umgebung steht. Überlieferte Vorstellungen, die Sprache und die in ihr enthaltenen Formen des Denkens, endlich die tiefgreifenden Wirkungen der Erziehung und Bildung, sie sind Vorbedingungen jeder subjektiven Erfahrung. Diese Verhältnisse bedingen es, dass zahlreiche Tatsachen der Individualpsychologie erst von der Völkerpsychologie aus unserem vollen Verständnis zugänglich werden.“ „Indem die Völkerpsychologie den Menschen in allen Beziehungen, die über die Grenzen des Einzeldaseins hinausreichen und auf die geistige Wechselwirkung als ihre allgemeine Bedingung zurückführen, zu ihrem Gegenstand nimmt, bezeichnet nun aber freilich jener Name nur unvollständig ihren Inhalt. Der Einzelne ist nicht bloß Mitglied einer Volksgemeinschaft. Als nächster Kreis umschließt ihn die Familie; durch den Ort, den Geburt und Lebensschicksal ihm anweisen, steht er inmitten noch anderer mannigfach sich durchkreuzender Verbände, deren jeder wieder von der erreichten besonderen Kulturstufe mit ihren Jahrtausende alten Errungenschaften und Erbschaften abhängt.“
Das Programm der Kulturpsychologie
Zum Verständnis des Programms sind zunächst die Vorlesungen über die Menschen- und Tierseele (1863) zu nennen. „Wo das absichtliche Experiment aufhört, da hat die Geschichte für den Psychologen experimentiert“ (Wundt, 1863, S. IX). – Die Völkerpsychologie ist also kein „Spätwerk“, wie gelegentlich dargestellt, sondern sie ist von Anfang an programmatisch mitgedacht und sie macht den größten Teil seines Gesamtwerks aus. Drei Werke Wundts tragen „Völkerpsychologie“ in ihrem Titel: das zehnbändige Hauptwerk Völkerpsychologie. Eine Untersuchung der Entwicklungsgesetze von Sprache, Mythos und Sitte (1900–1920), eine Aufsatzsammlung Probleme der Völkerpsychologie (1911) und die Elemente der Völkerpsychologie. Grundlinien einer psychologischen Entwicklungsgeschichte der Menschheit (1912), die im Unterschied zu dem thematisch gegliederten Hauptwerk kulturelle Entwicklungsstufen zu unterscheiden versuchen. Zwei Aufsätze (Wundt, 1888, 1916) befassen sich mit der Abgrenzung der Völkerpsychologie und ihrer Bestimmung als Teil einer allgemeinen Entwicklungspsychologie. Die Methodenlehre der Völkerpsychologie wird erst später dargestellt: in der Logik. Eine Untersuchung der Prinzipien der Erkenntnis und der Methoden Wissenschaftlicher Forschung. Band III. Logik der Geisteswissenschaften (1921).
Angeregt durch ideengeschichtliche Vorläufer wie Herder, Herbart, Hegel und Wilhelm von Humboldt (mit seinen sprachvergleichenden Überlegungen) waren der Psychologe Moritz Lazarus (1851) und der Sprachforscher Heymann Steinthal die Gründer der „Zeitschrift für Völkerpsychologie und Sprachwissenschaft“ im Jahr 1860 die Namensgeber dieses Gebiets. Auch Wundt (1863, 1888) bezieht sich hauptsächlich auf ihr Programm, darüber hinaus u. a. auf Theodor Waitz (1821–1864), der von 1859 an eine Reihe von Werken über die Anthropologie der Naturvölker und über die Völker der Südsee publizierte. Damit wurde eine Basis geschaffen, die Lazarus und Steinthal in dieser Art fehlte. Wundt setzt sich kritisch mit den – seines Erachtens – noch ungeordneten Absichten von Lazarus und Steinthal auseinander und engt in seinem Aufsatz „Über Ziele und Wege der Völkerpsychologie“ (1888) die Fragestellungen ein, indem er eine psychologisch gegliederte Struktur vorschlägt. Wundt hatte seit 1859 Vorlesungen auf diesem weitgesteckten Gebiet gehalten. Rückblickend betrachtet war „Völkerpsychologie“ ein unglücklich gewählter Titel, denn er wurde oft als Völkerkunde (Ethnologie) missverstanden. Wundt hatte auch (Soziale) Anthropologie, Soziale Psychologie und Gemeinschaftspsychologie erwogen. Auch heute gibt es noch mehrere konkurrierende Begriffe für diesen Bereich. Der Begriff Kulturpsychologie würde eher passen, doch drückt psychologische Entwicklungstheorie des Geistes Wundts Absichten noch besser aus (Fahrenberg, 2016).
Als Gebiete, auf denen „der historischen eine psychologische Untersuchung parallel gehen kann“, nennt Wundt: „Die Sprache enthält die allgemeine Form der in dem Volksgeiste lebenden Vorstellungen und die Gesetze ihrer Verknüpfung. Der Mythus birgt den ursprünglichen Inhalt dieser Vorstellungen in seiner Bedingtheit durch Gefühle und Triebe. Die Sitte endlich schließt die aus diesen Vorstellungen und Trieben entsprungenen allgemeinen Willensrichtungen in sich. Wir verstehen darum hier Mythus und Sitte in jenem weiteren Sinne, in welchem der erstere die ganze primitive Weltanschauung enthält, wie sie unter dem Einfluss der allgemeinen Anlagen der menschlichen Natur vor dem Beginn des wissenschaftlichen Denkens entstanden ist, während die Sitte zugleich alle jene Anfänge der Rechtsordnung umfasst, welche der planmäßigen Rechtsbildung, die ein singulärer historischer Vorgang ist, vorangehen“ – Die Kulturpsychologie von Sprache, Mythus, Sitte ist fundiert durch die Allgemeine Psychologie: Vorstellen und Denken, Gefühle und Triebe, Willenstätigkeit. Die vielfältigen psychischen Verbindungen und Gesetzmäßigkeiten sind unter der Perspektive der kulturellen Entwicklung zu untersuchen.
Die zehn Bände enthalten: Die Sprache (Band 1 und 2), Kunst (Band 3), Mythus und Religion (Band 4 bis 6), Die Gesellschaft (Band 7 und 8), Das Recht (Band 9), Kultur und Geschichte (Band 10). Eine immenser Stoff wird von Wundt erarbeitet, psychologisch verknüpft und strukturiert, von Ackerbau, Handel, Handwerk und Eigentum bis zu Göttern, Mythen und Christentum, Ehe und Familie, Volk und Nation bis zu (Selbst-)Erziehung und Selbstbewusstsein, Wissenschaft, Welt und Menschlichkeit. Durchgehend bezieht sich Wundt auf die von ihm konzipierte Allgemeine Psychologie. Er verknüpft also die deskriptive Darstellung mit psychologischen Konzepten: Aufmerksamkeit und Denken, mit seiner Theorie der Gefühle und Affekte, Willens- und Triebtätigkeit, Bewusstsein und Phantasie, Ausdrucksbewegungen und Handlungen. Dass Wundts Psychologie eine Prozesstheorie (im Sinne seines Aktualitätsprinzips) ist, zeigt sich an der Häufigkeit jener erklärenden Begriffe für die psychischen Verbindungen zwischen Empfindungen, Vorstellungen, Gefühlen und Willenstätigkeit; in vielen Entwicklungslinien werden der Bedeutungswandel und der Motivwandel untersucht und es gibt eingehende Interpretationen aufgrund des Emergenzprinzips (schöpferische Synthese), des Prinzips der unbeabsichtigten Nebenwirkungen (Heterogonie der Zwecke) und des Kontrastprinzips. Grundsätzliche Ausführungen und einige Abschnitte zur psychologischen Analyse, auch mit Bemerkungen zur Interpretationsmethode, sind über mehrere Bände verteilt. Im Band 10 fasst Wundt seine Gesichtspunkte einer Psychologie der Kultur zusammen, und dieser letzte Band bleibt auch durch Themen wie Entwicklung und Zukunft der Kultur interessant.
Motive, Werte und Zwecke der Entwicklung
Eine Systematik der Motive, Werte und Zwecke wird für die Fülle der Themen ökonomischer, technisch-wissenschaftlicher, rechtlicher und politischer Formen nicht versucht. Etwa zwanzig Begriffe sind in den zehn Bänden häufiger behandelt, ohne terminologische Vereinheitlichungen oder ein „System“ wie in den Katalogen von Bedürfnissen, Motiven und Überzeugungen der späteren Theorien der Motivation. Häufig genannte Motive sind: Arbeitsteilung, Beseelung, Erlösungsmotiv, Glücksbedürfnis, Herstellungs- und Nachahmungsmotiv, Jungenpflege, Kunsttrieb, Lebensfürsorge, magisches Motiv, Rettungs- und Erlösungsmotiv, Schmuckmotiv, Schuld, Strafe, Sühne, Selbsterziehungsmotiv, Spieltrieb, Vergeltungsmotiv. Andere Werte und Motive treten hervor in der Darstellung von Freiheit-Gerechtigkeit, Krieg und Frieden, Rechtsformen, Staatsordnung und Regierungsformen; auch hinsichtlich der Entwicklung zu einer Weltsicht von Kultur, Religion, Staat, Verkehr, weltweiter politischer und sozialer Gemeinschaft. Doch im Gesamteindruck dominieren nicht diese Themen, auch nicht die mehrfach einsetzende abstrakte Diskussion von Intellektualismus und Voluntarismus der kulturpsychologischen Interpretation, sondern die Verbindungen mit der Religion. Wundt wendet seine Interpretationsansätze sehr häufig in diese Richtung, indem er, nicht nur zu Kunst, Phantasie, Tanz und Ekstase, sondern auch zu Familien- und Herrschaftsformen, Verbindungen herstellt mit Seelenglauben, Unsterblichkeit, Dämonenglauben und Gottesglauben, Mythen und Weltreligionen, Kulthandlungen, Opferriten, Zauberei, Animismus und Totemismus. Diese häufige Präsenz der religiösen Überzeugungen in allen Bänden (von der Psychologie der Sprache abgesehen) spricht dafür, dass Wundt hierin ein wesentliches verknüpfendes Band der Werte und Motive sieht.
Beispiele der Selbsterziehung des Menschen sieht Wundt im aufrechten Gang, bei dem physische Anlagen und „eine teils durch die äußeren Bedingungen erzwungene, teils frei gewollte Kultur zusammenwirken“ (Band 10, S. 189). Die zufällige Entstehung und die dann willkürliche Beherrschung des Feuers beschreibt er als ein analoges Zusammenwirken zweier Anlässe. Im Zusammenwirken der menschlichen Tätigkeit mit der ihr vorausgehenden oder sie begleitenden Tätigkeit der Natur erkennt er das von Anfang an schöpferische Prinzip der Kultur; in den Werkzeugen als kulturellen Produkten eine zweite Natur. Dabei erscheine die geistige Führung, die nicht eine der Natur gegenüberstehende Macht sei, sondern ihrer ursprünglichen Anlage nach selbst in der Natur liege. Diese Führung stammt aus den Gesetzen des eigenen Denkens, das ein zusammenhängendes System von Ursachen und Wirkungen, ein System von Zwecken und damit von Werten (und rückbezüglich von Normen des eigenen Handelns) offenbart (S. 195). „Der Wert steht im Zeichen der Freiheit, die Kausalität in dem der Notwendigkeit. Beide vereinen sich daher in dem Begriff der wertschaffenden Kausalität, der in dieser Vereinigung der endgültige Begriff der Kultur ist“ (S. 202). Entwicklung und Wert nennt Wundt die entscheidenden Begriffe der Kulturpsychologie. Wert sei „das oberste Prinzip, ohne dass der Begriff der Kultur und vollends der der Kulturentwicklung überhaupt seine Bedeutung verliert. Der Begriff des Wertes sei empirisch überhaupt nur im relativen Sinn verwendbar“ (S. 216). Er unterscheidet die kausalen geschichtlichen und die psychologischen, stets auf psychische Motive zurückgehenden Bedingungen. „Indem die Völkerpsychologie beides zusammenfasst, ist sie daher als Ganzes betrachtet ihrer Hauptaufgabe nach eine Entwicklungsgeschichte des Geistes, und speziell die Psychologie der Kultur hat zu ihrer Aufgabe die Nachweisung des Ursprungs der geistigen Werte, aus denen sich die Kultur in ihren verschiedenen Formen stufenweise aufbaut“ (S. 218).
Die „Elemente der Völkerpsychologie“ (1912) geben Grundlinien einer psychologischen Entwicklungsgeschichte der Menschheit. Wundt beabsichtigt hier, Hauptstufen der kulturellen Entwicklung nacheinander zu betrachten, wobei die Abgrenzung einzelner Perioden wegen der Übergänge schwierig und nicht ohne einige Willkür möglich sei. Die Abfolge der vier Entwicklungsphasen ist nur als ein vereinfachender Interpretationsansatz zu verstehen: Der primitive Mensch. Das totemistische Zeitalter. Das Zeitalter der Helden und Götter. Die Entwicklung der Humanität. – Wer nur die Elemente zur Kenntnis genommen hat (nur dieses Buch wurde ins Englische übersetzt), kann gewiss keinen adäquaten Zugang zu Wundts Kulturpsychologie gewonnen haben.
Parallel zu Wundts Arbeiten an der Völkerpsychologie entstand seine vielgelesene Ethik (1886), in deren Einleitung betont wird, wie wichtig der Entwicklungsgedanke ist, um Religion, Sitte und Sittlichkeit zu erfassen. Ethik ist einerseits Normwissenschaft, andererseits verändern sich diese „Willensregeln“, wie aus der empirischen Untersuchung der kulturbedingten Sittlichkeit zu erkennen sei.

#### Neuropsychologie

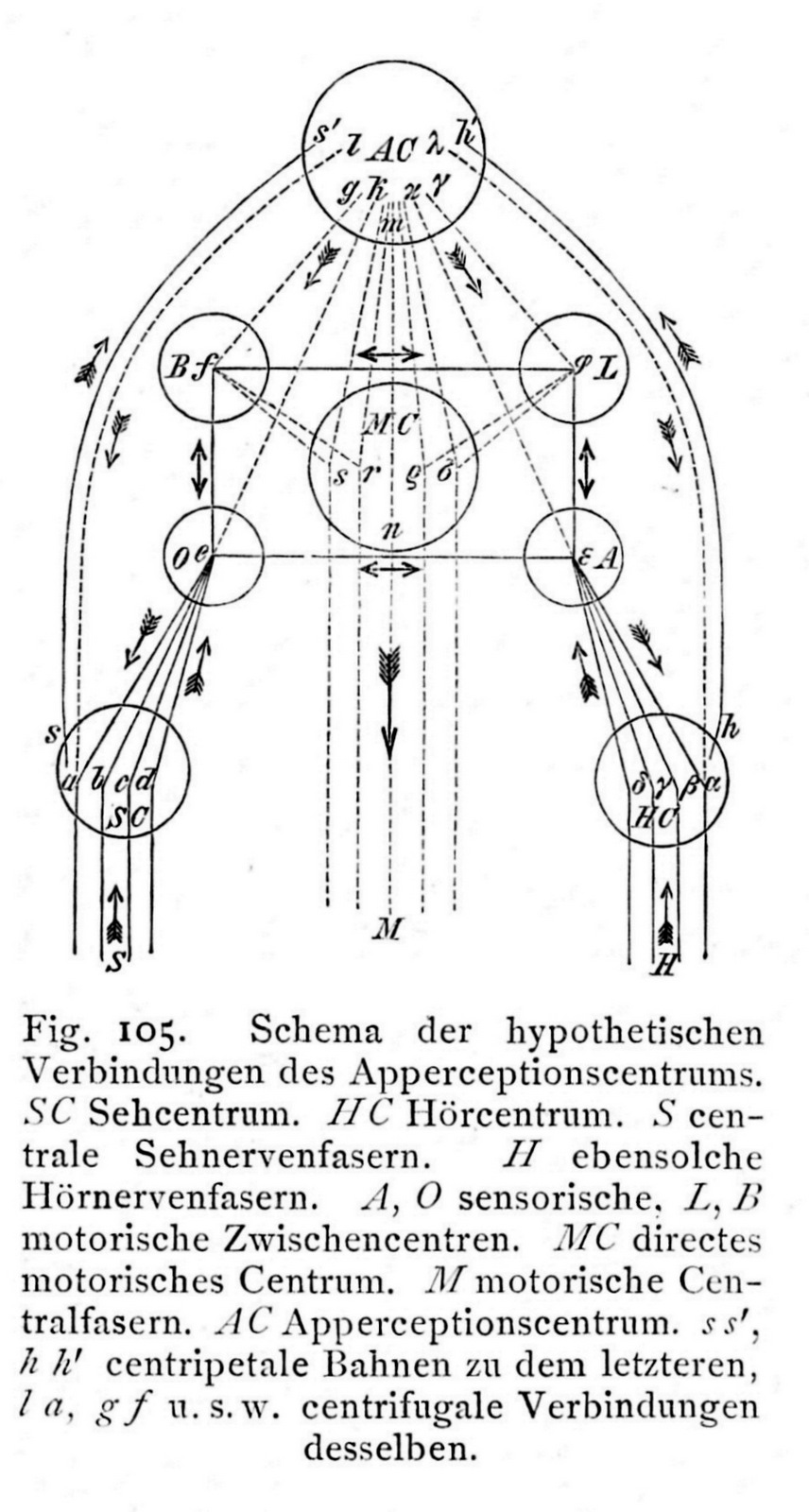
Apperzeptionszentrum

Zu der seinerzeit entstehenden Neuropsychologie hat Wundt in dreierlei Hinsicht beigetragen: durch seine Kritik an der in der Neurologie damals verbreiteten Lokalisationslehre, durch seine Forderung nach neurologisch und psychologisch begründeten Forschungshypothesen sowie durch seine neuropsychologische Konzeption eines Apperzeptionszentrums im Frontalkortex. Am Beispiel der Intelligenz begründete Wundt, weshalb er die verbreitete Auffassung als verfehlt ansieht, die „Intelligenz“ im Stirnhirn zu lokalisieren. Statt solche unter einem unbestimmten Sammelnamen zusammengefassten Erscheinungen zu untersuchen, empfiehlt er, diese „möglichst in solche elementare Vorgänge zu zerlegen, mit denen sich ein klarer und einfacher psychologischer Begriff verbinden lässt, der eventuell die Beziehung auf einen entsprechend einfachen physiologischen Korrelatbegriff möglich macht“. Ein solcher Elementarbegriff sei der Zustand der Aufmerksamkeit, für den ein Wechsel von Erregungs- und Hemmungsprozessen anzunehmen sei. Wundt plädiert dafür, dass die Versuche zur Lokalisation der höheren zentralnervösen Funktionen von prägnanten und psychologisch begründeten Forschungshypothesen ausgehen, denn auf der anatomischen und physiologischen Ebene allein sind die Fragestellungen nicht hinreichend zu präzisieren. Aufmerksamkeit und Aufmerksamkeitssteuerung bilden für Wundt ein herausragendes Beispiel der wünschenswerten Verbindung experimentalpsychologischer und physiologischer Forschung.
Wundt unterbaute seine zentrale Theorie der Apperzeption durch eine neuropsychologische Modellierung (von der 3. Auflage der Grundzüge an). Demnach könnte das differenziert beschriebene hypothetische Apperzeptionszentrum in der frontalen Großhirnrinde die Verbindung sensorischer, motorischer, vegetativer, kognitiver, emotionaler und motivationaler Prozesskomponenten leisten (Ziche 1999; Fahrenberg, 2015). Wundt gab damit die Leitidee eines primär psychologisch orientierten Forschungsprogramms über die höchsten integrativen Prozesse. Sehr ähnliche Zielsetzungen haben heutige Forschungen über kognitive Exekutivfunktionen in der präfrontalen Großhirnrinde, über entsprechende „emotionale Exekutivfunktionen“ und über hypothetische „multimodale Konvergenzzonen“ im Netzwerk der Funktionen von Kortex und Limbischen System.

#### Leitideen
In Wundts Werk zeichnen sich übergeordnete Leitideen ab:
1. Entwicklungspsychologie des menschlichen Geistes: Die fundamentale Aufgabe ist, eine umfassende Entwicklungstheorie des Geistes von der Tierpsychologie bis zu den höchsten kulturellen Leistungen in Sprache, Religion und Ethik zu erarbeiten. Wundt hat im Unterschied zu anderen Denkern seiner Zeit keine Schwierigkeiten, den geisteswissenschaftlichen Entwicklungsgedanken im Sinne von Hegel und Herder mit der biologischen Abstammungslehre von Charles Darwin zu verbinden.
2. Apperzeption: Die Apperzeption ist Wundts zentrales theoretisches Konzept. Er lehnt sich an die von Leibniz und Kant vertretene philosophische Auffassung an, Bewusstsein allgemein als Synthese zu begreifen, entwickelt daraufhin psychologische Konzepte, wendet experimentalpsychologische Methoden an und entwirft eine neuropsychologische Modellierung in fronto-kortikalen Strukturen des Nervensystems – im Einklang mit heutigen Vorstellungen. Apperzeption bezeichnet hier eine Reihe von theoretischen Annahmen über den integrativen Prozess der Bewusstseinstätigkeit, d. h. selektive Steuerung der Aufmerksamkeit, aktive kognitive, emotionale und volitionale Integrationsleistungen, und die Einleitung von Handlungstendenzen (siehe Volitionspsychologie, Wille).
3. Psychologische Anthropologie: In seiner Einleitung in die Philosophie schreibt Wundt, Anthropologie sei „die Lehre von der psycho-physischen Natur des Menschen, wo sie Physiologie und Psychologie voraussetzt und dadurch zugleich ein Übergangsglied zur Geistesphilosophie bildet“.[41]
4. Kritischer Realismus: Wundt stellt fest, dass „die Psychologie eine der Naturwissenschaft koordinierte Erfahrungswissenschaft ist, und dass sich die Betrachtungsweisen beider in dem Sinne ergänzen, dass sie zusammen erst die uns mögliche Erfahrungserkenntnis erschöpfen.“[42][43] Seine Auffassung sei frei von Metaphysik, sei aber gewissen erkenntnistheoretischen Vorbegriffen verpflichtet, u. a. der Unterscheidung von Subjekt und Objekt in der Wahrnehmung und dem Prinzip der kausalen Verknüpfung, d. h. dem psychischen Kausalprinzip sowie der Naturkausalität.[44] Mit seinem Begriff des kritischen Realismus grenzt sich Wundt (1896–1898) von anderen philosophischen Positionen ab.

Postulat
Psychisches ist ein veränderlicher Bewusstseinsprozess ohne ein überdauerndes, transzendentes Seelenprinzip. Das Seelische (Geistige) ist nicht strukturell oder gar substantiell zu bestimmen, sondern nur als Aktualität, als „unmittelbare Wirklichkeit des Geschehens in der psychologischen Erfahrung“ Seele ist ein Ausdruck für die in beständigem Flusse befindliche innere Erfahrung. Wundts Postulat der Aktualität ist für das Verständnis seiner Psychologie an erster Stelle zu nennen. Es hat weitreichende theoretische Konsequenzen für die Definition der Psychologie, denn die Verbindungen des Bewusstseins, d. h. die aktiv organisierenden Prozesse, werden nicht mehr durch einen zugrundeliegenden Träger erklärt.
Kategorienlehre
In seiner Logik schreibt Wundt ausführlich über die traditionelle philosophische Lehre von den Kategorien, d. h. auch über Aktualität und Substanzialität, über Kausalität und Finalität als zwei Aspekte des Satzes vom zureichenden Grund. Als spezielle, für die Psychologie fundamentalen Kategorien sieht er den Subjektbezug, die Wertbestimmung, die Zwecksetzung und die Willenstätigkeit an. Er verwendet häufiger die Formulierung „der Mensch als wollendes und denkendes Subjekt,“ um die Gemeinsamkeit mit den Geisteswissenschaften und den kategorialen Unterschied zu den Naturwissenschaften zu kennzeichnen.
Psychophysischer Parallelismus: Naturkausalität gegenüber psychischer Kausalität
Wundt stellt fest: „… überall wo regelmäßige Beziehungen zwischen psychischen und physischen Erscheinungen bestehen, sind beide weder identisch noch ineinander transformierbar, denn sie sind an sich unvergleichbar; aber sie sind einander in der Weise zugeordnet, dass gewissen psychischen gewisse physische Vorgänge regelmäßig entsprechen oder, wie man bildlich ausdrückt, ‚einander parallel‘ gehen.“ Statt aber, wie andere, bei dieser Position stehen zu bleiben, untersucht Wundt die Konsequenzen. Die innere Erfahrung hat zwar ihre Grundlage in den Funktionen des Gehirns, aber es gibt keine körperlichen Ursachen psychischer Veränderungen. Wenn psychische Zustände nur aus psychischen Zuständen entstehen, dann ist eine psychische Kausalität zu postulieren. Die psychische und die physische Kausalität sind jedoch nicht im dualistisch-metaphysischen Sinne einander entgegengesetzt, sondern hängen vom Standpunkt der Betrachtung ab. Kausale Erklärungen in der Psychologie müssen sich damit begnügen, zu den Wirkungen die vorausgegangenen Ursachen aufzusuchen, ohne genaue Vorhersagen ableiten zu können. Ausführlich beschreibt Wundt am Beispiel der Willenshandlungen die mögliche Umkehrung der Betrachtung von Ursache und Wirkung, Mittel und Zweck, und erläutert, wie sich kausale und teleologische Erklärungen zu einer koordinierten Betrachtung (sozusagen auf einer „kausal-finalen Achse“) ergänzen können.

#### Definition der Psychologie
Wundt stellt sich der Aufgabe, das weite Feld der Psychologie zwischen Philosophie und Physiologie, zwischen Geistes- und Naturwissenschaften, neu zu bestimmen. An die Stelle der metaphysischen Bestimmung als Seelenlehre tritt die wissenschaftstheoretisch unterlegte Definition der Psychologie als Bewusstseinspsychologie mit eigenständigen Kategorien und Erkenntnisprinzipien. Psychologie befasst sich mit der „gesamten Erfahrung in ihrer unmittelbaren subjektiven Wirklichkeit.“ Wundt bestimmt die Psychologie als empirische Disziplin. Die Aufgabe der Psychologie sei es, die Bewusstseinsvorgänge exakt zu analysieren, die elementaren Empfindungen zu messen, die zusammengesetzten Bewusstseinsvorgänge und komplexen Wechselwirkungen zu zergliedern und die Gesetze jener Beziehungen aufzufinden. Vier Grundthesen sind zu erkennen:
1. Die Psychologie ist keine Wissenschaft der individuellen „Seele“. Das Leben ist ein einheitlicher, psychischer und physischer, Ablauf, der auf unterschiedliche Weise betrachtet werden kann, um allgemeine Gesetzmäßigkeiten, insbesondere die psychologisch-historischen und die biologischen Entwicklungsgesetze zu erkennen. Wundt widerspricht energisch der seit Johann Friedrich Herbart mächtigen Tradition, vor allem im Sinne einer einseitig intellektuellen, kognitiven und mathematischen Psychologie zu denken. Wundt verlangt, die emotionalen und die willentlichen Funktionen, neben den kognitiven, als gleich wichtige Aspekte eines einheitlichen und auch psychophysischen Prozesses zu begreifen. Nicht die einzelnen Elemente, sondern die beziehenden Verknüpfungen in den apperzeptiven Leistungen und in der willentlichen Ausrichtung des Bewusstseinsprozesses bilden Wundt zufolge das Hauptthema der Psychologie: in der Allgemeinen Psychologie sowie in der kulturellen Entwicklung.
2. Die Psychologie kann nicht auf Physiologie reduziert werden. Die Hilfsmittel der Physiologie bleiben grundsätzlich unzureichend für die Aufgabenstellung der Psychologie. Ein solches Beginnen sei sinnlos, „weil es dem Zusammenhang der psychischen Vorgänge selbst verständnislos gegenüberstehen würde, auch wenn uns der Zusammenhang der Gehirnvorgänge so klar vor Augen stünde wie der Mechanismus einer Taschenuhr.“[52]
3. Die Psychologie ist Bewusstseinspsychologie. Diese These begründet Wundt erkenntnistheoretisch und methodologisch. Unbewusste psychische Vorgänge zum Thema der wissenschaftlichen Psychologie zu machen, lehnt Wundt mehrfach ab. Zu seiner Zeit gab es, noch vor Sigmund Freud, einflussreiche Autoren wie den Philosophen Eduard von Hartmann (1901), der eine Metaphysik „des Unbewussten“ postulierte. Wundt hat zwei grundsätzliche Einwände. Er lehnt jede primär metaphysisch begründete Psychologie ab und sieht keinen zuverlässigen methodischen Zugang. Auch seine anfänglichen Annahmen über „unbewusste Schlüsse“ revidierte er bald (Araujo, 2012, 2016). Aus heutiger Sicht ist dieser auch von Helmholtz verwendete Begriff sehr missverständlich, wenn es in der Sinneswahrnehmung um die unbemerkte, automatisch-inferenzielle Verarbeitung beispielsweise von Phänomenen der Raumwahrnehmung und Größenkonstanz geht. Wenn Wundt die Annahme „des Unbewussten“ ablehnt, erscheint hier auch seine Skepsis hinsichtlich Fechners Lehre über Unbewusstes,[53] und Wundt ist vielleicht noch stärker durch die damalige Flut von Schriften über Hypnotismus und Spiritismus beeinflusst (Wundt, 1879, 1892). Während Freud häufig aus Wundts Völkerpsychologie zitierte und in seine Traumpsychologie beispielsweise Wundts Begriffsbildung der Verdichtung und Verschiebung übernahm, blieb Wundt skeptisch gegenüber allen Hypothesen, die mit dem Unbewussten operieren.[54][55]
 Für Wundt wäre es ebenso ein Missverständnis gewesen, Psychologie als eine Verhaltenswissenschaft im Sinne des späteren, strikten Behaviorismus zu definieren. Im Leipziger Labor wurde bereits eine Vielzahl behavioraler und physiologischer Variablen beobachtet oder gemessen. Wundt betonte, dass physiologische Registrierungen, beispielsweise der vegetativen Begleiterscheinungen von Gefühlen, nur Hilfsmethoden der Psychologie sind wie auch die physikalischen Messungen der Reizintensitäten in der Psychophysik. Diesen methodischen Ansatz einseitig weiterzuentwickeln, hätte jedoch letztlich zu einer Verhaltensphysiologie, also einem wissenschaftlichen Reduktionismus, geführt und nicht zu einer Allgemeinen Psychologie und Kulturpsychologie.
4. Die Psychologie ist eine empirische Geisteswissenschaft. Wundt ist von der dreifachen Stellung der Psychologie überzeugt:
  - als Wissenschaft der unmittelbaren Erfahrung steht sie den Naturwissenschaften gegenüber, die sich auf mittelbare Erfahrungsinhalte beziehen und vom Subjekt abstrahieren;
  - als Wissenschaft „von den allgemeingültigen Formen unmittelbarer menschlicher Erfahrung und ihrer gesetzmäßigen Verknüpfung ist sie die Grundlage der Geisteswissenschaften“;
  - unter allen empirischen Wissenschaften ist sie „diejenige, deren Ergebnisse zunächst der Untersuchung der allgemeinen Probleme der Erkenntnistheorie wie der Ethik, der beiden grundlegenden Gebiete der Philosophie, zu statten kommen.“[56]

#### Methodenlehre und Strategien
„Vermöge ihrer Stellung zwischen Natur- und Geisteswissenschaften verfügt in der Tat die Psychologie über einen großen Reichtum methodischer Hilfsmittel. Während ihr auf der einen Seite die experimentelle Methode zur Verfügung steht, bieten sich ihr auf der anderen Seite in den objektiven Geisteserzeugnissen zahlreiche Gegenstände einer vergleichenden psychologischen Analyse“

##### Methoden der experimentellen Psychologie
Die experimentelle Psychologie in Leipzig stützte sich hauptsächlich auf vier Methodentypen: Die Eindrucksmethoden mit den verschiedenen Maßmethoden der Empfindungsstärke in der sensorischen Psychophysik, d. h. auf die geschulte Selbstbeobachtung unter experimenteller Kontrolle; die Reaktionsmethoden zur Chronometrie in der Psychologie der Aufmerksamkeit und Apperzeption; die Reproduktionsmethoden in der Forschung über Gedächtnis, die Ausdrucksmethoden mit Beobachtungen und physiologischen Messungen in der Gefühlsforschung(Wundt, 1902–1903; Wontorra, 2009). In der Methodik seiner sprachpsychologischen Untersuchungen (Band 1 und 2 der Völkerpsychologie) sieht er den fruchtbarsten Weg einer adäquaten denkpsychologischen Forschung. An den Wechselbeziehungen innerhalb der Gemeinschaft bzw. zwischen Individuum und Gemeinschaft ist Wundt grundsätzlich interessiert (Graumann, 2006), aber es mangelt noch an direkten Untersuchungsmethoden.

##### Vergleichende psychologische Analyse und Interpretation
Die Grundsätze der völkerpsychologischen Methodik wurden erst später ausgearbeitet. Es geht um die analytische und vergleichende Beobachtung von objektiv vorliegendem Material, d. h. Historischem, Sprache, Werke, Kunst, Berichten und Beobachtungen über menschliches Verhalten in früheren Kulturen, seltener um direktes ethnologisches Quellenmaterial. „Demnach verfügt die Psychologie, ähnlich der Naturwissenschaft, über zwei exakte Methoden: die erste, die experimentelle Methode, dient der Analyse der einfacheren psychischen Vorgänge; die zweite, die Beobachtung der allgemeingültigen Geisteserzeugnisse, dient der Untersuchung der höheren psychischen Vorgänge und Entwicklungen.“ Wundt unterscheidet zwei Zielsetzungen der vergleichenden Methodik: Der individuelle Vergleich sammelt alle wichtigen Merkmale des Gesamtbildes eines Beobachtungsgegenstandes, und der generelle Vergleich bildet auf dieser Grundlage ein Bild der Variationen, d. h. Einzelfallbetrachtung und Variationslehre. Seine Methodik der kritischen Interpretation geistiger Werke entwickelt Wundt erst in der 3. und 4. Auflage seiner Logik. Es ist die erste Interpretationslehre, die von einem Psychologen verfasst wird.
Über die Methodik der Interpretation schreibt Wundt: „Als Interpretation bezeichnen wir daher allgemein den Inbegriff der Methoden, die uns ein Verständnis geistiger Vorgänge und geistiger Schöpfungen verschaffen sollen.“ Wundt bezieht sich durchaus auf die Tradition der geisteswissenschaftlichen Hermeneutik, legt jedoch dar, dass der Interpretationsprozess in seiner typischen Hin- und Herbewegung außer den logischen Schritten und fachspezifischen Elementen grundsätzlich auch psychologischen Prinzipien folgt. Zu dem charakteristischen Verfahren der Geisteswissenschaften wird die Interpretation erst durch die Kritik. Sie ist ein der Interpretation entgegengesetztes Verfahren, den hergestellten Zusammenhang durch psychologische Analyse zu zerlegen. Sie geht äußeren oder inneren Widersprüchen nach, sie soll die Echtheit geistiger Erzeugnisse bewerten und ist außerdem Wertkritik und Kritik der Meinungen. Die typischen Irrtümer der intellektualistischen, individualistischen und unhistorischen Interpretation geistiger Vorgänge, haben „sämtlich in der gewöhnlich der subjektiven Beurteilung zugrunde liegenden vulgären Psychologie ihre Quelle.“

##### Methodenpluralismus
Das breite Spektrum der von Wundt verwendeten Methode repräsentiert einen Pluralismus in drei Bereichen: (1) der Experimentallehre mit der geschulten und kontrollierten Selbstbeobachtung; (2) den ergänzenden Messungen zeitlicher Abläufe, Leistungen und physiologischer Begleitvorgänge; (3) der vergleichenden Analyse und der Interpretation des vielgestaltigen Materials der Kulturpsychologie. Wundt fordert Perspektivität und Methodenpluralismus, vertritt aber keinen dogmatischen methodologischen Dualismus mit einer Entscheidung zwischen experimentell-statistischen Methoden und interpretativen Methoden. So enthalten z. B. die Kapitel über Sprachentwicklung oder über Phantasietätigkeit der Kulturpsychologie auch experimentelle, statistische und auch physiologische Untersuchungsbefunde (Meischner-Metge, 2006). Sein Plädoyer für eine multi-methodische Psychologie auf hohem Anspruchsniveau ragt aus den auch damals verbreiteten Kontroversen heraus, denn Wundt erreicht eine neue Stufe, indem er Experiment, Beobachtung, Vergleich und Interpretation zu grundlegenden und unverzichtbaren Methoden der wissenschaftlichen Psychologie erklärt. Er ist mit diesen Methoden sehr gut vertraut und ist diesen Forschungswegen in ausgedehnten Vorhaben gefolgt. Dies ist ohne Vorbild und seitdem – aus unterschiedlichen Gründen – von einem einzelnen Forscher kaum mehr erreicht worden.

##### Methodisches Anspruchsniveau
Die Psychologie sei eine empirische Wissenschaft und müsse sich um systematisches Vorgehen, Überprüfung der Ergebnisse und Methodenkritik bemühen. So sei die Selbstbeobachtung gründlich zu schulen und sie sei nur unter strikten Bedingungen zuverlässig. Wundt (1907, 1921) gab eine Standarddefinition des psychologischen Experiments. Einen wesentlichen Einfluss hatte die Auseinandersetzung mit Immanuel Kant (Wundt, 1874). Kant hatte die Annahme der Messbarkeit von Bewusstseinsvorgängen abgelehnt und eine fundierte, wenn auch sehr knappe Methodenkritik der Selbstbeobachtung gegeben: hinsichtlich der methodenbedingten Reaktivität, der Beobachtungstäuschungen, der verfälschenden Gewohnheiten der Untersuchten und der zweifelhaften Mitwirkung unabhängig denkender Menschen Wundt äußerte sich jedoch optimistisch, dass methodische Verbesserungen abhelfen können. Später räumte er ein, dass Messung und Mathematik nur auf sehr elementare Bewusstseinsvorgänge anwendbar sind. Auch statistische Methoden hätten nur sehr begrenzten Wert, beispielsweise in der Psychophysik oder bei der Auswertung von Bevölkerungsstatistiken. Nur bei Umfragen sieht er einen Nutzen der damals entstehenden Methode der Fragebogen, die er auf anderen Gebieten ablehnt. Wundt betonte häufig die Aufgabe, Gesetze der Bewusstseinsvorgänge und der kulturellen Entwicklung zu erkennen, zog jedoch später den Begriff der Gesetzlichkeit vor, denn es gäbe singuläre Ereignisse und schöpferische Vorgänge.

### Philosophie

#### Einzelwissenschaften und die Philosophie
In seiner ersten erkenntnistheoretischen Abhandlung mit dem Titel Die physikalischen Axiome und ihre Beziehung zum Kausalprinzip. Ein Kapitel aus einer Philosophie der Naturwissenschaften (1866) geht es um die Fassungen und definitorischen Varianten von sechs physikalischen Axiomen der Mechanik. Hier zeigt sich Wundts Stil des Philosophierens. Er geht auf die Entwicklungsgeschichte der einzelnen Axiome ein und nimmt neben dem Standpunkt der Physik auch den Standpunkt der Psychologie ein, indem er, insbesondere beim Kausalprinzip, auf die unmittelbare Anschauung des Erfahrenden eingeht.
Beide Antrittsvorlesungen Wundts haben die Verbindung der Einzelwissenschaften mit der Philosophie zum Thema: Über die Aufgabe der Philosophie in der Gegenwart, in Zürich 1874, und Über den Einfluss der Philosophie auf die Einzelwissenschaften, in Leipzig 1875. Diese Fragen waren wegen des Vordringens der Naturwissenschaften und der Aufgliederung der Fakultäten aktuell – auch für die Einordnung der neuen Psychologie. Wundt sprach von einem Zustand der Gärung in der Philosophie: die eine Seite meine, die Philosophie habe ihre Rolle ausgespielt und müsse den Erfahrungswissenschaften Platz machen, andererseits gebe es eifrige Verfechter von spekulativen Systemen der Philosophie als echter Wissenschaft. Demgegenüber sei in den Einzelwissenschaften eine philosophische Bewegung entstanden, welche „vielleicht bedeutungsvoller ist als alles was sich gegenwärtig auf dem Gebiet der eigentlichen Fachphilosophie ereignet.“ Überall in den Fachwissenschaften werden philosophische Fragen laut. „Aus der Physiologie der Sinneswerkzeuge hat sich allmählich durch Übertragung naturwissenschaftlicher Beobachtungs- und Versuchsmethoden auf die innere Erfahrung die neue Wissenschaft der experimentellen Psychologie entwickelt, die in ihrem ganzen Wesen nach dazu berufen scheint, die Vermittlerin zwischen Natur- und Geisteswissenschaften zu bilden.“ „Die Philosophie hat dabei die allgemeinen Ergebnisse der Wissenschaften zu prüfen und die wissenschaftlichen Methoden und Prinzipien zu entwickeln“ … als Wissenschaft der Wissenschaften.

#### Wundts philosophische Orientierung
Wundt hatte 1874 im Vorwort seiner Grundzüge der physiologischen Psychologie Kant und Herbart als die wichtigsten Philosophen für die Ausbildung seiner eigenen Ansichten bezeichnet. Wer diesen Hinweisen nachgeht, wird feststellen, dass Wundt sich kritisch mit beiden Denkern auseinandersetzt. Er distanziert sich von Herbarts Seelenlehre und insbesondere von dessen „Vorstellungsmechanik“ und pseudomathematischen Spekulationen (Grundzüge, Kapitel 19). – Kants kritische Leistung und die Ablehnung einer aus der Metaphysik deduzierten „rationalen“ Psychologie würdigt Wundt zwar, doch er widerspricht in seiner Schrift Was soll uns Kant nicht sein? (1892) Kants Erkenntnistheorie hinsichtlich der Wahrnehmungsformen und Apriorität, außerdem der Kategorienlehre und Kants Position hinsichtlich des Streits um kausale und teleologische Erklärungsweisen.
Demgegenüber hat Leibniz den weitaus größeren und konstruktiven Einfluss auf Wundts Psychologie, Philosophie, Erkenntnistheorie und Ethik. Dieser Zusammenhang ist aus Wundts Leibniz-Schrift (1917) und aus seinen zentralen Begriffen und Prinzipien zu entnehmen. Leibniz prägte offensichtlich auch Wundts perspektivisches Denken. Wundt hat solche Leitgedanken „säkularisiert“ und wichtige philosophische Positionen von Leibniz diesseits von Gottesglauben und Glauben an eine unsterbliche Seele formuliert. Der grundlegende Einfluss von Leibniz ist bisher nicht systematisch untersucht worden, obwohl Wundts Psychologie ideengeschichtlich ohne den Einfluss von Leibniz kaum zu verstehen ist. Wundt erhielt wesentliche Anregungen und setzte diese auf originelle Weise in die Prinzipien und die Methodologie der empirischen Psychologie um: Aktualitätsprinzip, psychophysischer Parallelismus, Kombination von kausaler und teleologischer Analyse, Apperzeptionstheorie, Willenspsychologie und voluntaristische Tendenz, Prinzipienlehre und Perspektivität des Denkens.
Leibniz schrieb: „Die Seelen handeln gemäß den Gesetzen der Zweckursachen durch Strebungen, Ziele und Mittel. Die Körper handeln gemäß den Gesetzen der Wirkursachen oder der Bewegungen. Und die zwei Reiche, das der Wirkursachen und das der Zweckursachen, stehen miteinander in Harmonie.“ (Monadologie, Absatz 79.
Wundts Konzeption der „psychischen Kausalität“, die in der zeitgenössischen Psychologie zumeist sehr skeptisch oder ablehnend rezipiert und heute kaum noch erwähnt wird, ist eine direkte Übertragung aus Leibniz’ Prinzipienlehre. Psychophysischer Parallelismus ist also bei Wundt keine „nur metaphysische“ Auffassung des „Leib-Seele-Problems“, sondern diese Position hat Konsequenzen für die empirische Psychologie. Es sind zwei grundverschiedene Betrachtungsweisen der postulierten psychophysischen Einheit, nicht bloß zwei Ansichten im Sinne von Fechners Identitätslehre. Die psychologischen und die physiologischen Aussagen stehen in zwei kategorial verschiedenen Bezugssystemen; die wesentlichen Kategorien sind hervorzuheben, um Kategorienfehler zu vermeiden. Wundts Position unterscheidet sich von zeitgenössischen Autoren, die ebenfalls den Parallelismus vertreten. Statt sich mit dem Postulat des Gleichlaufs zu begnügen, entwickelt er seine Prinzipienlehre der psychischen Kausalität gegenüber der Naturkausalität der Neurophysiologie und eine zugehörige Methodenlehre. Wundt hat hier die erste genuine Wissenschaftslehre und Methodologie der empirischen Psychologie entworfen (den Ausdruck Wissenschaftstheorie gab es damals noch nicht).
Bisher noch kaum untersucht ist dieser tiefe Einfluss von Gottfried Wilhelm Leibniz auf Wundts Psychologie und Philosophie. Wundt hatte den Plan einer Leibniz-Biographie aufgegeben, würdigte jedoch Leibniz’ Denken zu dessen zweihundertjährigem Todestag im Jahr 1916. Er widerspricht zwar Leibniz’ Monadologie sowie den Thesen zur Mathematisierung der Welt, indem er hier den Bereich des seelischen Lebens ausnimmt. Welche Anziehungskraft dieser universelle Denker für Wundt hatte, zeigt sich in jenen Leitgedanken, die von Leibniz beeinflusst, jedoch weitergeführt und methodisch in die empirische Psychologie übertragen werden. Leibniz entwickelte einen neuen Seelenbegriff durch seine Diskussion über Substanz und Aktualität, über dynamische Veränderung des Seelischen und über den parallel verlaufenden Zusammenhang von Leib und Seele (Parallelismus). Aus Leibniz’ Unterscheidung von Kausalität und Teleologie („Satz vom zureichenden Grund“) leitet Wundt die koordinierte Betrachtung von Naturkausalität und psychischer Kausalität ab. Den von Leibniz geprägten Begriff der Apperzeption gestaltet Wundt zu einer experimentalpsychologisch fundierten Apperzeptionspsychologie einschließlich neuropsychologischer Modellierung aus. Wenn Leibniz zwei Grundfunktionen unterscheidet, Vorstellen und Streben, dann ist dieser Ansatz in Wundts Willenspsychologie wiederzuerkennen. Auch der Leitgedanke der „Einheit in der Vielfalt“ (unitas in multitudine) stammt von Leibniz, der das heutige Verständnis von Perspektivität und Standpunktabhängigkeit prägte.
Wundt charakterisierte dessen Denkstil in einer Weise, die ebenso für ihn selbst zutrifft: „… das Prinzip der Gleichberechtigung einander ergänzender Standpunkte“ spielt in seinem Denken eine bedeutende Rolle, Standpunkte, die „einander ergänzen, zugleich aber auch als Gegensätze erscheinen können, die erst bei einer tieferen Betrachtung der Dinge sich aufheben.“
Im Unterschied zu den allermeisten der zeitgenössischen und der heutigen Autoren der Psychologie hat Wundt die philosophischen und methodologischen Positionen seines Werks genau dargelegt. – Wundt ist gegen eine Grundlegung der empirischen Psychologie durch ein (metaphysisches oder strukturelles) Seelenprinzip wie im christlichen Glauben an eine unsterbliche Seele oder in einer „substanzontologisch“ argumentierenden Philosophie. Wundt war der Sohn eines evangelischen Pfarrers und hatte die Tochter eines Theologie-Professors geheiratet, stand jedoch vielen Äußerungen und Hinweisen zufolge außerhalb des christlichen Gottes- und Offenbarungsglaubens. Wundts Position wurde von mehreren christlich orientierten Psychologen und Philosophen als „Psychologie ohne Seele“ entschieden abgelehnt, obwohl er diese Formulierung von Friedrich Albert Lange (1866), der von 1870 bis 1872 sein Vorgänger auf dem Züricher Lehrstuhl war, nicht verwendete. Wundts Leitidee war die Entwicklungstheorie des Geistes. Auch Wundts Ethik führte wegen fehlender Letztbegründung in Gott oder in einem anderen Absoluten zu polemischen Rezensionen (vgl. die Rezeptionsanalyse Fahrenberg, 2011, 2015a). – Wundts Nachfolger, Felix Krueger (1934) forderte die Rückkehr der Psychologie zur „Seelenlehre“ und entsprach damit einer anscheinend sehr verbreiteten und nachhaltigen Strömung (ausgeprägt beispielsweise bei Wellek, 1962), ließ allerdings offen, ob er damit nicht gerade seinen Vorgänger Wundt treffen wollte.
Zum Verständnis der Bildungsgeschichte Wundts und der zeitgenössischen Strömungen und intellektuellen Kontroversen in der zweiten Hälfte des 19. Jahrhunderts sind Wundts Autobiographie und seine Antrittsvorlesungen in Zürich und Leipzig, seine Gedenkreden auf Gustav Theodor Fechner und Gottfried Wilhelm Leibniz aufschlussreich. Wundt bezieht sich – abgesehen von den Klassikern Platon und Aristoteles – primär auf Leibniz und Kant, indirekter auf Fichte, Hegel und Schelling, John Locke und John Stuart Mill, auch Francis Bacon und Charles Darwin, außerdem in der Psychologie auf Johann Friedrich Herbart, Gustav Theodor Fechner und Hermann Lotze. Er übernahm jedoch selten bestimmte philosophische Positionen. Typisch ist, dass er Standpunkte referiert, abwägt, einander ergänzende Betrachtungsweisen sieht, also relativiert und extreme Auffassungen zugunsten einer mittleren Position ablehnt.

#### Hauptwerke

##### Metaphysik
Wundt distanziert sich vom metaphysischen Begriff der Seele und von Postulaten über deren Struktur und Vermögen, wie sie bei Herbart, Lotze und Fechner zu finden sind. Wundt folgt Kant und warnt vor einer primär metaphysisch begründeten, philosophisch deduzierenden Psychologie: „wo man der Behandlung jedes einzelnen Problems den metaphysischen Standpunkt des Autors anmerkt, da handelt es sich nicht mehr um voraussetzungslose empirische Wissenschaft, sondern um eine metaphysische Theorie, zu deren Exemplifikation die Erfahrung dienen soll.“
Er ist jedoch überzeugt, dass in jeder einzelnen Wissenschaft allgemeine Voraussetzungen philosophischer Art enthalten sind. „Überall führt die psychologische Untersuchung auf metaphysische Probleme hinaus. Aber zu deren Lösung bildet der Zusammenhang empirischer Tatsachen und Gesetze, zu denen sie gelangt, nur einen Teil der Vorbedingungen. Das übrige müssen Naturphilosophie und Kritik der Erkenntnis hinzutun. Denn die Begriffe der inneren Erfahrung sind durch die der äußeren mitbestimmt und verlangen mit diesen zusammen die Prüfung ihres Ursprungs und ihrer Berechtigung.“ Die Erkenntnistheorie soll den Wissenschaften helfen, ihre metaphysischen Anteile aufzufinden, zu klären oder zu ergänzen und sich möglichst davon zu befreien. Die Psychologie und die anderen Wissenschaften sind hier stets auf die Hilfe der Philosophie und speziell auf die Logik und die Erkenntnistheorie angewiesen, andernfalls würde sich in den Einzelwissenschaften nur eine immanente Philosophie, d. h. metaphysische Annahmen mit unsystematischem Charakter, ausbilden.
„Ihren Inhalt hat die Philosophie mit der Gesamtheit der Wissenschaften gemein, aber sie nimmt einen anderen Standpunkt der Betrachtung ein, indem sie den Zusammenhang der Tatsachen und Begriffe ins Auge fasst; sie gliedert sich demnach in zwei Hauptteile: die Erkenntnislehre und die Prinzipienlehre (oder Metaphysik). Die Prinzi-pienlehre hat eine negative und eine positive Aufgabe: die Kritik der in jeder Wissenschaft steckenden metaphysischen Voraussetzungen sowie die Berichtigung und Ergänzung der metaphysischen Hypothesen.“ Die Unentbehrlichkeit der Metaphysik steht für Wundt fest: „Gelänge es selbst, sie aus der Philosophie zu verbannen, aus den einzelnen Wissenschaften würde sie wahrscheinlich nicht verschwinden“ (System der Philosophie, 1897, S. 33).

##### System der Philosophie
Wundt behauptet, dass der Philosophie als allgemeiner Wissenschaft die Aufgabe zukommt, die „durch die Einzelwissenschaften vermittelten allgemeinen Erkenntnisse zu einem widerspruchslosen System zu vereinigen.“ Das Vernunftdenken des Menschen strebt nach einem einheitlichen, d. h. widerspruchsfreien Erklärungsprinzip für Sein und Bewusstsein, nach einer letzten Begründung der Ethik und nach einem philosophischen Weltgrund. „Metaphysik ist der auf der Grundlage des gesamten wissenschaftlichen Bewusstseins eines Zeitalters oder besonders hervortretender Inhalte desselben unternommene Versuch, eine die Bestandteile des Einzelwissens verbindende Weltanschauung zu gewinnen.“ Die empirische Psychologie trägt nach Wundts Überzeugung über den engeren wissenschaftlichen Bereich hinaus auch Grundlegendes bei zur Auffassung des Menschen, zur Anthropologie und zur Ethik. So kann die Psychologie empirisch zu bestimmen versuchen, welche psychischen Funktionen den Zusammenhang des Bewusstseins und darüber hinaus den allgemeinsten Zusammenhang der Kultur und der geistigen Entwicklung der Menschen tragen. Von den aktiven und schöpferisch-synthetischen Apperzeptionsprozessen des Bewusstseins ausgehend sieht Wundt die einheitsstiftende Funktion in den Willensvorgängen und bewussten Zwecksetzungen und Handlungen. Auf der Grundlage seiner empirischen Psychologie entwickelt er einen psychologischen Voluntarismus und erweitert diesen später zu einem metaphysischen Voluntarismus.
In unserer inneren Erfahrung würden wir dabei die Tätigkeit, das Tun, unmittelbarer dem Ich zuordnen als das Leiden. Diese für sich betrachtete Tätigkeit nennen wir unser Ich: „Dieses Ich, isoliert gedacht von den Objekten, die seine Tätigkeit hemmen, ist unser Wollen. Es gibt schlechterdings nichts außer dem Menschen noch in ihm, was er voll und ganz sein Eigen nennen könnte, ausgenommen seinen Willen.“ Wundt interpretiert die geistig-kulturelle Entfaltung und die biologische Evolution als einen allgemeinen Prozess der Entwicklung, wobei er jedoch nicht den abstrakten Ideen von Entelechie, Vitalismus, Animismus, und keineswegs Schopenhauers Willensmetaphysik folgen will. Er sieht den Ursprung der Entwicklungsdynamik in den psychologisch beschreibbaren, elementarsten Lebensäußerungen, in dem Reflex- und Instinktverhalten, und konstruiert ein Kontinuum von Aufmerksamkeitszuwendung und Apperzeptionsprozessen, Willenshandlungen bzw. Wahlakten, bis zu den gemeinschaftlichen Leistungen und ethischen Entscheidungen. Am Endpunkt dieser Vernunftidee erkennt er ein praktisches Ideal: die Humanitätsidee ist die höchste Richtschnur unseres Handelns und der Gesamtverlauf der Menschheitsgeschichte kann im Hinblick auf das Ideal der Humanität begriffen werden.
Wundt verlangt, dass der empirisch-psychologische und der abgeleitete metaphysische Voluntarismus auseinandergehalten werden sollten, und hält daran fest, dass seine empirische Psychologie unabhängig von den verschiedenen Lehren der Metaphysik entstanden sei. „Da ich von den Naturwissenschaften ausgegangen und dann durch die Beschäftigung mit empirischer Psychologie zur Philosophie gekommen bin, so würde es mir unmöglich erscheinen, anders zu philosophieren als nach einer Methode, die dieser Folge der Probleme entspricht. Ich begreife aber ganz gut, dass sich die Sache für denjenigen anders verhalten mag, der mit der Philosophie anfängt, um dann von ihr aus gelegentliche Exkursionen auf naturwissenschaftliches oder psychologisches Gebiet zu unternehmen, oder vielleicht auch für den, der für ein spezielles Anwendungsgebiet, wie die Psychologie, bei irgendeinem der vorhandenen metaphysischen Systeme nach Anlehnung sucht.“

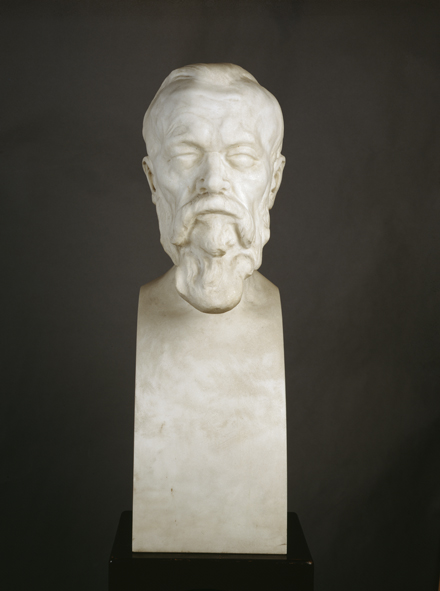
Wilhelm Wundt Porträtbüste von Max Klinger 1908

##### Ethik
Im Vorwort seines Werkes zur Ethik legt Wundt die ihm eigene Art und Weise dar, sich dieser Teildisziplin zu nähern: „Das folgende Werk unternimmt es, die Probleme der Ethik in unmittelbarer Anlehnung an die Betrachtung der Tatsachen des sittlichen Lebens zu untersuchen. Der Verfasser hat dabei zunächst die Absicht verfolgt, den Weg, auf dem er selbst zu den ethischen Fragen gekommen auch den Leser zu führen; er ist aber außerdem der Meinung, dass dieser Weg derjenige sei, auf welchem überhaupt eine empirische Begründung der Ethik gesucht werden müsse. An spekulativen wie an psychologischen Bemühungen hat es ja auf diesem Gebiete nicht gemangelt, und ich bin gern bereit, beiden ihre Berechtigung einzuräumen. Aber was die Metaphysik betrifft, so meine ich, es sei die Ethik, die zu den Fundamenten einer allgemeinen Weltanschauung die wichtigsten Grundsteine beizutragen habe, und eben deshalb sei es nicht ersprießlich, die Verhältnisse umzukehren und die Moralphilosophie ihrerseits auf Metaphysik zu gründen. Die Psychologie ist mir selbst eine so wichtige Vorschule und ein so unentbehrliches Hilfsmittel ethischer Untersuchungen gewesen, dass ich nicht begreife, wie man auf dasselbe verzichten mag.“
Wundt sieht zwei Wege: den Weg der anthropologischen Untersuchung von Tatsachen des sittlichen Lebens (im Sinne der Völkerpsychologie) und die wissenschaftliche Reflexion über die Sittlichkeitsbegriffe. Die abgeleiteten Prinzipien sind auf verschiedenen Gebieten zu prüfen: Familie, Gesellschaft, Staat, Pädagogik usw. Wundts Ethik kann, vereinfacht gesagt, als ein Vermittlungsversuch zwischen Kants Apriorismus und dem Empirismus interpretiert werden. Die Sittengebote sind gesetzmäßige Ergebnisse der universellen geistigen Entwicklung, doch weder starr festgelegt, noch einfache Folgen der veränderlichen Lebensbedingungen. Individualismus und Utilitarismus werden strikt abgelehnt. Aus seiner Sicht kann allein das universelle geistige Leben als Selbstzweck gelten.
„Die Idee der Humanität, dereinst in den Gestaltungen persönlichen Wohlwollens mehr instinktiv geübt als klar erfasst, hat erst in dem Bewusstsein eines Gesamtlebens der Menschheit, das fortan in der Geschichte sittliche Aufgaben löst, damit ihm neue gestellt werden, ihr eigentliches Objekt sich geschaffen. Jene Idee hat damit einen nie zu erschöpfenden Inhalt gefunden, aus dem sich ein Pflichtbewusstsein der Völker entwickelt, das den sittlichen Lebensaufgaben des Einzelnen Richtung und Ziel gibt.“ Zu Menschenrechten und Menschenpflichten sowie zur Humanitätsidee der Ethik äußerte sich Wundt (1889/2009) auch in seiner Rede als Rektor der Universität Leipzig im Jahrhundertjahr der Französischen Revolution 1889.
Für Wundt sind die Fragen der Ethik eng verknüpft mit der empirischen Psychologie der Willenshandlungen (Grundzüge, 1902–1903, Band 3). In seiner Diskussion der Willensfreiheit (als Vermittlungsversuch zwischen Determinismus und Indeterminismus) unterscheidet er kategorial zwischen zwei Perspektiven: es gibt die Naturkausalität der Gehirnvorgänge, doch die Bewusstseinsvorgänge sind nicht durch einen intelligiblen, sondern durch den empirischen Charakter des Menschen bestimmt – die Willenshandlungen unterliegen den Prinzipien der psychischen Kausalität. Aus psychologischer Sicht würden eingetretene Handlungen aus der vorhergegangenen Willensentwicklung bestimmt. Den empirischen Charakter sieht Wundt als den Effekt einer Summe kausaler Bedingungen, wobei jede Willenshandlung eine Disposition zu ähnlichen Willensrichtungen hinterlässt, aber auch eine Selbsterziehung wirksam sein kann. Freiheit ist die Fähigkeit, durch selbstbewusste Motive unmittelbar in seinen Handlungen und nicht durch Zwang bestimmt zu sein. „Seiner selbst bewusst sein, heißt also, in diesem Falle: der eigenen durch die vorangegangene Willensentwicklung bestimmten Persönlichkeit bewusst sein, und selbstbewusst handeln heißt: mit dem Bewusstsein der Bedeutung handeln, welche die Motive und Zwecke für den Charakter des Wollenden besitzen.“ „Der Mensch handelt im ethischen Sinne frei, wenn er nur der inneren Kausalität folgt, welche teils durch seine ursprünglichen Anlagen teils durch die Entwicklung seines Charakters bestimmt ist.“

##### Logik und Wissenschaftslehre
Wilhelm Wundt gliederte sein dreibändiges Werk in die Teile Allgemeine Logik und Erkenntnistheorie, Logik der exakten Wissenschaften und Logik der Geisteswissenschaften. Die Logik, die Kategorienlehre, die Denkgesetze und andere Prinzipien werden von Wundt einerseits in traditioneller Weise dargestellt, andererseits auch aus der Sicht der Entwicklungstheorie des menschlichen Geistes betrachtet, d. h. denkpsychologisch und anwendungsbezogen diskutiert. Durch die anschließende gleichberechtigte Darstellung der speziellen Prinzipien der Natur- und der Geisteswissenschaften gelang Wundt eine umfassende neue Wissenschaftslehre. Zu den aktuell gebliebenen Gedanken gehören die erkenntnistheoretischen und methodologischen Ausführungen zur Psychologie: Aufgaben und Richtungen der Psychologie, die Methode der Interpretation und des Vergleichs, das psychologische Experiment.

#### Wissenschaftstheorie der Psychologie
Auf allgemeine Voraussetzungen der empirischen Psychologie geht Wundt an vielen Stellen seines Gesamtwerks ein; er hat jedoch keine zusammenfassende Erkenntnistheorie und Methodenlehre der Psychologie verfasst.

#### Prinzipien der psychischen Kausalität
Mit diesen Prinzipien sind „einfache, nicht weiter ableitbare Voraussetzungen der Verknüpfung seelischer Tatsachen“ gemeint. Die Prinzipienlehre hat mehrere, immer wieder überarbeitete Fassungen mit entsprechenden Entwicklungsgesetzen für die Kulturpsychologie (Wundt, 1874, 1894, 1897, 1902–1903, 1920, 1921). Wundt unterscheidet hauptsächlich vier Prinzipien und erläutert sie durch Beispiele, die aus der Sinnespsychologie, aus der Apperzeptionsforschung, Emotions- und Willenstheorie sowie aus der Kulturpsychologie und Ethik stammen.
1. Das Prinzip der schöpferischen Synthese bzw. der schöpferischen Resultanten (Emergenzprinzip).
 „Jede Wahrnehmung ist zerlegbar in elementare Empfindungen. Aber sie ist niemals bloß die Summe dieser Empfindungen, sondern aus der Verbindung derselben entsteht ein Neues mit eigentümlichen Merkmalen, die in den Empfindungen nicht enthalten waren. So setzen wir aus einer Menge von Lichteindrücken die Vorstellung einer räumlichen Gestalt zusammen. Dieses Prinzip bewährt sich in allen psychischen Kausalverbindungen, es begleitet die geistige Entwicklung von ihren ersten bis zu den vollkommensten Stufen.“[82] Wundt hat diese schöpferische Synthese, die heute in der Systemtheorie auch als Prinzip der Emergenz zu bezeichnen wäre, als Erkenntnisprinzip der empirischen Psychologie formuliert – lange vor dem Begriff der Übersummativität der Gestaltpsychologie[83][84]
2. Das Prinzip der beziehenden Analyse bzw. der Relationen (Kontextprinzip).
 Dieses Prinzip besagt, dass „jeder einzelne psychische Inhalt seine Bedeutung empfängt durch die Beziehungen, in denen er zu anderen psychischen Inhalten steht.“[85]
3. Das Prinzip der psychischen Kontraste bzw. Verstärkung der Gegensätze oder der Entwicklung in Gegensätzen. Typische Kontrastwirkungen sind in den Sinnesempfindungen, im Verlauf von Emotionen und Willensvorgängen zu erkennen. Allgemein besteht eine Tendenz, die subjektive Welt nach Gegensätzen zu ordnen. So zeigen auch individuelle, geschichtliche, wirtschaftliche und gesellschaftliche Prozesse kontrastreiche Verläufe.[86]
4. Das Prinzip der Heterogonie der Zwecke.
 Handlungsfolgen reichen über den ursprünglich gesetzten Zweck hinaus und rufen neue Motive mit neuen Wirkungen hervor. Der gewollte Zweck führt immer Neben- und Folgewirkungen herbei, die selbst wieder zu Zwecken werden, d. h. einer immer mehr anwachsenden Organisation durch Selbstschöpfung.[87]

Außer diesen vier Prinzipien erläuterte Wundt den Begriff der geistigen Gemeinschaft und die Interaktion zwischen Personen sowie weitere Kategorien und Prinzipien, die für die Psychologie wesentlich sind. Emergenzprinzip, Kontrastprinzip, Interaktionsprinzip und Selbstentwicklung betreffen die psychischen Verbindungen des individuellen Bewusstseins und der geistigen Welt. Aus Sicht der Logik handelt es sich nicht um Kategorien im engeren Sinn, sondern um allgemeine Relationsbegriffe, d. h. Ordnungsbegriffe, die zwei oder mehr Aussagen miteinander verknüpfen (Explikation). Im Unterschied zur einfachen Konjunktion von Aussagefunktionen (A und B) meint Wundt jedoch die komplizierteren psychischen Zusammenhänge, beispielsweise die Abhängigkeit jedes psychischen Vorgangs von der aktuellen Situation. Diese Relationsbegriffe haben eine wichtige beziehungs- und erkenntnisstiftende Funktion.

#### Bezugssysteme, Perspektivität und Komplementarität
Wissenschaftstheoretisch betrachtet ergänzen sich in Wundts Psychologie drei Bezugsysteme:
1. das Bezugssystem der Neurophysiologie;
2. das Bezugssystem der Bewusstseinspsychologie(der Allgemeinen Psychologie) für die individuellen Bewusstseinsprozesse;
3. das Bezugsystem der Kulturpsychologie (der Völkerpsychologie) für die geistigen Objektivationen und die sozialen Prozesse der Gemeinschaft.

Die in den Bezugssystemen (1) und (2) zu beschreibenden Prozesse sind parallel und nicht-interaktiv, sie erfordern kategorial verschiedene, komplementäre Beschreibungen. Die in den Bezugssystemen (2) und (3) zu beschreibenden Prozesse interagieren und die Beschreibungen sind in kategorialer Hinsicht ähnlich. Wundt verbindet einen methodologisch-kategorialen Dualismus mit einem Methoden-Pluralismus und einem Monismus: ein Lebensprozess unter verschiedenen Perspektiven.

#### Notwendige Verbindung der Psychologie mit Erkenntnistheorie und Philosophie
Wundt ist entschieden gegen die Trennung von der Philosophie. Er befürchtet, dass die Psychologen ihre persönlichen metaphysischen Überzeugungen in die Psychologie hineintragen und diese Vorentscheidungen nicht mehr der erkenntnistheoretischen Kritik aussetzen „Niemand würde daher unter einer solchen Trennung mehr leiden als die Psychologen und durch sie die Psychologie.“ In der Psychologie würde die „Entartung zu einem Handwerk durch nichts mehr gefördert als durch die Trennung von der Philosophie.“

### Gesamtwerk
Das Werkverzeichnis des Max-Planck-Instituts für Wissenschaftsgeschichte weist mit deutschen und fremdsprachigen Auflagen für den Zeitraum von 1853 bis 1950 insgesamt 589 Positionen auf. Der amerikanische Psychologe Edwin Boring zählte 494 Publikationen Wundts (ohne reine Nachdrucke, aber mit revidierten Auflagen), die im Mittel 110 Seiten lang sind und insgesamt 53.735 Seiten umfassten. Wundt publizierte demnach in 68 Jahren durchschnittlich sieben Arbeiten im Jahr und schrieb oder revidierte durchschnittlich 2,2 Seiten am Tag. Von Wundts Werken existiert bisher weder eine kommentierte Edition einzelner Schriften noch eine Gesamtedition.
Ein Verzeichnis gibt es auch von Wundts eigener Bibliothek, die nach seinem Tod großenteils an die japanische Universität Tohoku in Sendai verkauft wurde, ungefähr 60 Prozent von nahezu 16 000 Büchern und Aufsätzen.
Der schriftliche Nachlass Wundts, der 5.576 Dokumente, hauptsächlich Briefe, umfasst, wurde von der Universitätsbibliothek Leipzig digitalisiert. Das Verzeichnis ist im Kalliope-Verbund zugänglich.
Die letzte Wundt-Biographie, welche im Anschluss an König (1901) die Psychologie und die Philosophie Wundts darzustellen versuchte, stammt von Eisler (1902). Eine Einführung in sein Denken ist auch Wundts Autobiographie Erlebtes und Erkanntes (1920) zu entnehmen. Spätere Biographien von Nef (1923) und Petersen (1925) bis Arnold (1980) beschränkten sich primär auf die Psychologie oder auf die Philosophie. Eine kurze Biographie stammt von seiner Tochter Eleonore Wundt (1928).
Wundts anspruchsvoller, gelegentlich umständlicher und relativierender, dann wieder sehr prägnanter Stil kann für heutige deutsche Leser schwierig sein. Englische Übersetzungen gibt es nur von einzelnen Werken Wundts, vor allem fehlen die zehn Bände der Völkerpsychologie, alle Bücher zur Philosophie und die dreibändige Logik und Wissenschaftslehre, außerdem die erweiterten späteren Auflagen der Grundzüge und wichtige Aufsätze zur Wissenschaftstheorie. Dieser Sachverhalt erklärt, neben den sehr wenigen und problematischen Übersetzungen, die fundamentalen Defizite und nachhaltigen Missverständnisse in der angloamerikanischen Rezeption Wundts. Hinzu kommt, dass auch von einigen deutschen Autoren die von Granville Stanley Hall und Eward Boring verfassten, einseitigen Darstellungen und Bewertungen der ersten Bücher Wundts, ohne dessen Neuropsychologie, Wissenschaftstheorie und Philosophie zu kennen, kritiklos übernommen wurden.
Der innere Zusammenhang von Wundts Werk von 1862 bis 1920, zwischen den Hauptwerken und innerhalb der überarbeiteten Auflagen, wurde wiederholt diskutiert und teils unterschiedlich beurteilt (Araujo, 2016; Eckardt, 1997; Fahrenberg, 2011, 2015, 2016; Friedrich, 2009; Graumann, 1980; Jüttemann 2006). Ein tiefreichender Bruch der Wissenschaftskonzeption der Psychologie mit einer fundamentalen Revision von Leitideen und zentralen Postulaten kann nicht behauptet werden, wohl aber eine schrittweise Entwicklung und ein Wandel der Interessenschwerpunkte. Die These eines Bruchs im Gesamtwerk zwischen den Arbeiten der Heidelberger und der Leipziger Zeit ist kaum zu vertreten, denn er umriss bereits 1863 in den Vorlesungen seine Konzeption einer neuen Psychologie. Weder aus einer selbstkritischen Bemerkung im Vorwort der 2. Auflage 1898, dass der in einigen Kapiteln enthaltene Entwurf seiner „Völkerpsychologie“ noch ungenügend sei, noch aus einer frühen Kontroverse mit Drobisch, einem Anhänger Herbarts, kann auf eine grundsätzliche Revision des Programms geschlossen werden.
Als größte Divergenz könnte Wundts schrittweise Annäherung an Kants Position gelten, dass Bewusstseinsvorgänge aufgrund von Selbstbeobachtungen nicht messbar und mathematisch formulierbar sind. Wundt hatte schon 1862 betont, dass die Entwicklungsgeschichte der Seele und die vergleichende Psychologie zu Hilfe kommen sollen (vgl. auch seine Interpretationslehre).

#### Öffnung oder Beschränkung der Psychologie
Wundt versuchte, das Feld der Psychologie neu zu bestimmen und zu gliedern. „Die experimentelle Psychologie im engeren Sinn und die Kinderpsychologie bilden die Individualpsychologie, während die Völker- und die Tierpsychologie die beiden Teile einer generellen und vergleichenden Psychologie ausmachen“ (1902, S. 6). Hinzu kommen die Themen der Neuropsychologie, deren Begriff damals noch nicht geprägt war. Keiner seiner Leipziger Assistenten und kaum ein Lehrbuchautor der folgenden beiden Generationen hat diesen weiten theoretischen und empirischen Horizont übernommen. Bereits Külpe schließt die Völkerpsychologie und die Tierpsychologie aus.

## Rezeption

### Zeitgenössische Rezeption
Der Psychiater Emil Kraepelin schildert die Aufbruchsstimmung in dem neuen Leipziger Institut: „Wir fühlten uns als Pioniere im Neuland, als die Schöpfer einer Wissenschaft mit ungeahnten Aussichten. Wundt brachte mehrere Nachmittage in der Woche in seinem nebenan gelegenen, bescheidenen Professorenstübchen zu, kam zu uns, beriet uns und nahm öfter selbst an den Versuchen teil; er war auch jederzeit für uns zugänglich.“
Der Philosoph Rudolf Eisler urteilte über das Vorgehen Wundts: „Es ist ein Hauptvorzug der Philosophie Wundts, dass sie die Metaphysik weder bewusst noch unbewusst an den Anfang stellt, sondern streng zwischen empirisch-wissenschaftlicher und erkenntnistheoretisch-metaphysischer Betrachtungsweise sondert und jeden Standpunkt erst für sich allein in seiner relativen Berechtigung durchführt, um dann schließlich ein einheitliches Weltbild herzustellen. Wundt sondert stets den physikalisch-physiologischen vom rein psychologischen, diesen wieder vom philosophischen Standpunkt. Dadurch entstehen scheinbare ‚Widersprüche‘ für denjenigen, der nicht genauer zusieht und der beständig vergisst, dass die Verschiedenheiten der Ergebnisse nur solche der Betrachtungsweise, nicht der Wirklichkeitsgesetze sind …“
Traugott Oesterreichs philosophiehistorischer Beitrag (Werkbiographie Wundts)
Eine ungewöhnlich ausführliche Darstellung von Wundts Werk verfasste Oesterreich (1923/1951) im Grundriss der Geschichte der Philosophie. Die kenntnisreiche Darstellung geht auf die hauptsächlichen Themen, Absichten und wissenschaftlichen Leistungen Wundts ein, wobei jedoch die Konzepte und die Methoden der empirischen Psychologie kaum erläutert werden. Oesterreich charakterisiert auch Wundts philosophische Positionen, ohne jedoch in eine nähere Diskussion einzutreten; weder Leibniz noch Kant oder Herbart werden erwähnt.
Während die Grundzüge der physiologischen Psychologie weltweite Resonanz fanden, scheint Wundts Völkerpsychologie weniger Breitenwirkung ausgeübt zu haben (Eckardt, 1997; Graumann, 2006). Doch es gibt Hinweise, dass sowohl George Herbert Mead als auch der bedeutende Kulturanthropologe Franz Boas beeinflusst wurden. Auch Sigmund Freud zitierte in Totem und Tabu häufig Wundts Völkerpsychologie. Wundts Ethik hat mehr Rezensionen ausgelöst als fast alle anderen Hauptwerke. Hauptsächliche Einwände richten sich gegen seinen Verzicht auf eine letzte transzendente Begründung der Ethik (Gott, Absolutes), andererseits gegen den Evolutionismus, d. h. die ethischen Normen würden sich kulturell im Zuge der geistigen Entwicklung des Menschen verändern. Da Wundt keine konkreten ethischen Konflikte anhand von Beispielen und keine Sozialethik dargestellt habe, wirke diese Ethik mit der allgemeinen Leitidee des Humanismus zu abstrakt.
Die Gründungsversammlung der 1904 gegründeten Gesellschaft für experimentelle Psychologie, in der Wundt nicht Mitglied war, beschloss auf Antrag von Oswald Külpe dem Nestor der experimentellen Psychologie „ein Begrüßungstelegramm zu senden“; anschließend war auf dem Kongress von Wundt nicht mehr die Rede. Wundt war bereits in seinem Alterswerk, der Kulturpsychologie (Völkerpsychologie), engagiert und hatte seinen theoretischen und methodologischen Horizont fast universell erweitert, so dass er die eng naturwissenschaftlich-experimentell ausgerichtete Psychologie als unzureichend ansehen musste.
Der Nachlass Wundts enthält einen Brief von Georg Elias Müller mit der Gratulation zum 80. Geburtstag 1912 und sein Kondolenzschreiben – auch im Namen der „Gesellschaft für Experimentelle Psychologie“ – an den Sohn, Max Wundt, mit Würdigung von Wilhelm Wundt als „Hauptbegründer der Psychologie“.
Der XXII. Internationale Kongress für Psychologie Leipzig 1980, d. h. zum hundertjährigen Jubiläum der ersten Institutsgründung im Jahr 1879, regte, auch in den USA, eine Anzahl von Publikationen über Wundt an. Seitdem sind nur wenige weiterführende Forschungsarbeiten zu verzeichnen. Im Jahrhundertrückblick auf die Gründung der Fachgesellschaft 1904/2004 wird Wundt zwar gelegentlich erwähnt, jedoch nicht mit den Leitgedanken seiner Psychologie und Wissenschaftstheorie.

### Rezeptionsforschung
Seit den 1880er Jahren war Leipzig eine weltberühmte Adresse für die neue Psychologie. Weshalb Wundts Einfluss nach der Jahrhundertwende, also noch zu Lebzeiten, rasch sank und Wundt vom Gründervater fast zum Außenseiter wurde, ist unterschiedlich interpretiert worden. In einer systematischen Rezeptionsanalyse wurden mehr als 200 zeitgenössische und spätere Quellen untersucht: Rezensionen seiner Publikationen (seit 1858), Darstellungen in Lehrbüchern der Psychologie und der Geschichte der Psychologie (von 1883 bis 2010), Biographien, Kongressberichte, Würdigungen zu den runden Geburtstagen, Nachrufe und andere Texte.
Gründe für die Distanzierung von Wundt und für das teilweise Vergessen seiner Konzeption können im wissenschaftlichen Werk, in der philosophischen Orientierung, in der Didaktik oder in der Person Wundts gesehen werden (Fahrenberg, 2011).
- Der vielleicht wichtigste Grund der relativ geringen Nachwirkung Wundts könnte in dem hohen Anspruchsniveau seiner erkenntnistheoretisch fundierten Konzeption der Psychologie, in seiner Wissenschaftstheorie und dem Schwierigkeitsgrad seiner vielseitigen Methodenlehre liegen.
- Die meisten Psychologen in der nächsten Generation scheinen eine wesentlich einfachere, philosophisch weniger anspruchsvolle Sichtweise vorgezogen zu haben, statt sich auf multiple Bezugssysteme einzulassen, die konsequenterweise auch ein multi-methodisches Vorgehen verlangen würden. So wurde ein scheinbar gradliniger Ansatz vorgezogen, d. h. entweder eine naturwissenschaftlich oder eine geisteswissenschaftlich orientierte Forschung.
- Die Assistenten und Mitarbeiter Wundts,[105] von denen ihm viele auch persönlich nahestanden, übernahmen nicht die Rolle von Schülern und noch nicht einmal die Rolle von Interpreten. Oswald Külpe, Ernst Meumann, Hugo Münsterberg oder Felix Krueger wollten oder konnten nicht Wundts umfassende Wissenschaftskonzeption der Psychologie in ihren Büchern adäquat referieren, beispielsweise klammerten sie Wundts Kategorien- und Prinzipienlehre und die Auseinandersetzung mit Kants tiefreichender Methodenkritik, Wundts Neuropsychologie und Interpretationslehre fast völlig aus. Niemand aus diesem Kreis entwickelte eine kreative Fortführung von Wundts Konzeption. Kruegers innere Distanz zur Wissenschaftskonzeption und zum Gesamtwerk seines Vorgängers ist, trotz einiger positiver Äußerungen, nicht zu übersehen.[106][107]
- Durch die Definition des Psychischen bzw. des Bewusstseins als Prozess gab Wundt das metaphysische, substanziell gedachte Seelenprinzip auf; seine Psychologie ohne Seele wurde von mehreren zeitgenössischen und späteren Psychologen scharf kritisiert.
- Wundt bot Angriffsflächen mit seiner theoretisch und experimentalpsychologisch differenzierten Apperzeptionspsychologie und durch sein umfassendes, heute als interdisziplinär zu begreifendes Forschungsprogramm einer Entwicklungstheorie des menschlichen Geistes.

Aus der Rezeptionsforschung ergibt sich ein sehr widerspruchsvolles Bild. Einerseits wird der Pionier der experimentellen Psychologie und Gründer der modernen Psychologie als Disziplin gewürdigt, andererseits ist sein Werk unzureichend erschlossen und scheint nur eine geringe Nachwirkung zu haben. In der systematischen Rezeptionsforschung zeigen sich bis in die Gegenwart zahlreiche Einseitigkeiten und Missverständnisse; manche werden noch heute in einigen psychologiegeschichtlichen Darstellungen und Lehrbüchern weitergegeben,
In der neueren Wundt-Rezeption wird stärker das Gesamtwerk Wundts in seinem Zusammenhang untersucht, und die Wissenschaftstheorie und die Philosophie Wundts werden einbezogen (Araujo, 2016, Fahrenberg, 2011, 2015, 2016; Jüttemann, 2006, 2007).

### Missverständnisse zentraler Begriffe und Prinzipien
Die Rezeptionsforschung zeigt, dass Wundt aus heutiger Sicht durch mehrere unglücklich gewählte Begriffe oder wechselnde Bezeichnungen, zum Beispiel in seiner Prinzipienlehre, zu Unklarheiten beitrug.

#### Physiologische Psychologie
Wundt widerfuhr ein noch heute anzutreffendes Missverständnis, das er durch die Kleinschreibung des Adjektivs gerade vermeiden wollte. Er meint keine naturwissenschaftliche Physiologische Psychologie, sondern die Verwendung physiologischer Hilfsmethoden in der experimentellen Allgemeinen Psychologie (Bewusstseinspsychologie). Die Begriffe Kategorienfehler und Reduktionismus existierten noch nicht, doch Wundts erkenntnistheoretische Kritik an einer unreflektiert physiologisch-naturwissenschaftlichen Psychologie meinte solche Übertretungen. Wundt verlangte, eine enge Verbindung zur Philosophie zu erhalten, um die gemeinsame Erkenntniskritik zu fördern.

#### Naturwissenschaft
Wundt behauptete nicht, dass die Psychologie eine Naturwissenschaft sei. Wundt sah in der Experimentallehre – unter Hinweis auf Francis Bacon – allgemeine, d. h. weit über die Naturwissenschaften hinausgehende Regeln der empirischen Wissenschaften, nicht unbedingt ein statistisch ausgewertetes Laborexperiment. Für Wundt dient ein psychologisches Experiment primär der Kontrolle der geschulten Selbstbeobachtung. Diese Definitionen zu übersehen, ist nicht untypisch für die Rezeption von Wundts Methodenlehre.

#### Völkerpsychologie (Kulturpsychologie)
Viele nachhaltige Missverständnisse von Wundts Völkerpsychologie als psychologisch orientierte Völkerkunde (Ethnologie) wären kaum aufgetreten, wenn er sich für einen der anderen, ebenfalls erwogenen Titel entschieden hätte oder für Kulturpsychologie. In Rezeption seines Gesamtwerks gingen Wundts Kulturpsychologie und Wissenschaftstheorie, sein „anderes Erbe“, weitgehend verloren.

#### Individualpsychologie
Aus heutiger Sicht unglücklich ist auch Wundts Bezeichnung der Allgemeinen Psychologie als Experimentelle Psychologie (oder Individualpsychologie, da hier nur einzelne Menschen untersucht werden könnten), um von seiner Völkerpsychologie abzugrenzen. Der Aspekt Individuum-Gemeinschaft ist hier mit dem Aspekt der Allgemeinheit (für jedes Individuum gültig) und dem Hinweis auf die hauptsächliche Methodik verquickt.

#### Elementenpsychologie
Wundts Begriff Element meint in der Regel eine kleinste unterscheidbare Funktionseinheit in einem Ganzen, wobei die Zergliederung von der allgemeinen Betrachtungsebene abhängt, d. h. aus psychophysischer Sicht wird auch das Gehirn als „zentrales Element“ bezeichnet.

#### Methodendualismus
Wundt verlangte keine grundsätzliche Entscheidung zwischen experimentellen Methoden und interpretativen Methoden. So enthalten Kapitel seiner Völkerpsychologie, z. B. über Sprache oder über Phantasietätigkeit, auch experimentelle, statistische und ggf. psychophysiologische Untersuchungsbefunde. In der neueren Rezeption wurde wiederholt behauptet, Wundt habe eine Zweiteilung der Psychologie geschaffen und methodisch ausgeführt. Es wurden ein „duales Prinzip“, eine „Dualität“, ein „Dualprinzip“, eine „Bifurkation“, eine „Dichotomie“ oder zwei „Denkstile“ unterstellt. Aber die zentralen theoretischen und epistemologischen Konzepte Wundts, d. h. die Apperzeptionstheorie und die Prinzipienlehre, gelten einheitlich für seine gesamte Psychologie. Die wissenschaftstheoretisch fundamentale, kategorial begründete Unterscheidung betrifft jedoch die (Bewusstseins-)Psychologie gegenüber der Neurophysiologie.

### Wissenschaftliche Kontroversen
Wie auch andere bedeutende Psychologen und Philosophen war Wundt weltanschaulicher Kritik ausgesetzt, so durch Autoren der christlich geprägten Psychologie, aus der Sicht der materialistischen und positivistischen Wissenschaftsauffassung oder der marxistisch-leninistischen Philosophie und Gesellschaftstheorie wie in Leipzig bis zum Jahr 1990. Wundt bot Angriffsflächen: beim Verzicht auf ein substanziell gedachtes Seelenprinzip mit der resultierenden Polemik gegen seine „Psychologie ohne Seele“; mit seiner theoretisch anspruchsvollen Apperzeptionspsychologie; durch sein umfassendes, heute als interdisziplinär zu begreifendes Forschungsprogramm einer Entwicklungstheorie des menschlichen Geistes. Wundts wissenschaftliches Engagement brachte es mit sich, dass er eine Anzahl wissenschaftlicher Kontroversen weiterführte oder seinerseits auslöste. Die Wundt-Zeller-Kontroverse über die Messbarkeit von Bewusstseinsprozessen oder die Kontroverse über den Psychologismus sind wichtiger als die häufig, wenn auch meist nur oberflächlich, zitierte Wundt-Bühler-Kontroverse über die „Ausfrageexperimente“ der Würzburger Denkpsychologen.

#### Messbarkeit von Bewusstseinsvorgängen
An der Auseinandersetzung über die von Kant als unmöglich erklärte Messbarkeit psychischer Prozesse (Psychometrie) beteiligten sich damals Herbart, Drobisch, Fechner, Zeller, Wundt und Helmholtz; diese Kontroverse der Theoretischen Psychologie ist nicht beendet.

#### Psychologismus
Wundt hatte sich wegen des breiten Geltungsanspruchs seiner Psychologie mit dem Vorwurf des Psychologismus auseinanderzusetzen, welcher beinhaltete, dass er angeblich auch auf solchen Gebieten, im Besonderen der Logik, psychologisch argumentiere, in denen die Psychologie fehl am Platze sei. Wundt verwahrte sich gegen diesen Vorwurf, der auch von Edmund Husserl stammte, und lehnte diesen Psychologismus, der die logische Analyse des Denkens durch eine psychologische zu verdrängen sucht, entschieden ab. Wundt behandelte die formale Logik in traditioneller und normativer Weise. Aber zusätzlich diskutierte er psychologisch, was konsequentes Denken aus Sicht der subjektiven Erfahrung, Allgemeingültigkeit und Evidenz sowie der Entwicklung des Denkens bedeutet. Hier habe die empirisch-psychologische Untersuchung der Gesetze des Denkens ihre Aufgabe. Fraglich bleibt, inwieweit Edmund Husserl, Martin Heidegger und andere Kritiker tatsächlich Wundts charakteristisches Sowohl-als-auch aufgefasst haben. Auch in seiner Ethik verbindet Wundt die normativen Sätze mit psychologischen Argumenten aufgrund empirisch-kulturpsychologischer Befunde.

#### Ausfrageexperimente
Untersuchungen, die auf ungeschulter (naiver) Introspektion, auf bloßen Selbstberichten (als „lautes Denken“) und Selbstbeurteilungen beruhten, beispielsweise in Karl Bühlers Untersuchungen über den Ablauf des Denkens, lehnt Wundt (1907, 1908) als Ausfrageexperimente scharf ab. Wundt formulierte in dieser Auseinandersetzung die Definitionsmerkmale (Standarddefinition) eines psychologischen Experiments, die weiterhin gültig sind. Die Wundt-Bühler-Kontroverse wurde früher oft als ein Sieg der „modernen“ Denkpsychologie Bühlers über Wundt dargestellt. Dabei wird übersehen, dass andere Autoren des Würzburger Instituts bereits vor Bühler sich viel methodenkritischer äußerten, Wundt also einen Rückfall in eine spekulative Phase erkennen musste. Aus heutiger Sicht ist Wundts Methodenkritik an Bühlers Studien weitgehend gerechtfertigt. – Im Unterschied zur „Würzburger Schule“ sieht Wundt in den Methoden seiner Sprachpsychologie einen adäquaten Weg denkpsychologischer Forschung.
Einige von Wundts Reaktionen und Rezensionen wirken heute belehrend und zurechtweisend. Wenn dieser Eindruck etwa hinsichtlich Külpe oder Meumann zutrifft, so bezieht sich Wundts Kritik primär auf die wissenschaftliche Seite, nicht auf die bleibende persönlich-freundschaftliche Einstellung. Als Kontext sind die Schilderungen von Wundts persönlichem Stil durch mehrere seiner Mitarbeiter und Studenten, u. a. von Kraepelin, Krueger, Sander, Baldwin, sowie in den Würdigungen und Nachrufen wichtig.

### Kritik an Wundt
Kritik an Wundts Psychologie gibt es in vielfältiger Weise, in allgemeiner Weise an seiner Apperzeptionspsychologie, an seiner Willenspsychologie mit der „voluntaristischen Tendenz“ (siehe Voluntarismus), an seiner Fassung des Psychophysischen Parallelismus oder an seinem Kritischen Realismus. Eine wiederkehrende Kritik ist, dass Wundt einige ihn weniger interessierende Gebiete der Psychologie wie die Differenzielle Psychologie, die Kinderpsychologie und die Pädagogische Psychologie weitgehend ausgeklammert oder, wie die Frage nach der Persönlichkeit, unter anderen Gesichtspunkten vorwiegend in seiner Ethik erörtert. Insbesondere wird das Fehlen einer systematischen Sozialpsychologie bemängelt.

#### Sozialpsychologie
An den Wechselbeziehungen innerhalb der Gemeinschaft war Wundt in seiner Kulturpsychologie fundamental interessiert. In dieser Hinsicht schrieb Graumann (2006) von höchster Aktualität Wundts. Dagegen befasste sich Wundt nicht mit der Sozialpsychologie von Dyaden und kleinen sozialen Gruppen. An geeigneten Untersuchungsmethoden mangelte es um 1900 noch. Eckardt schrieb, Wundt habe „den Zugang der Völkerpsychologie zu einer methodologisch tragfähigen sozialpsychologischen Untersuchung selbst versperrt“, da er nur die Entwicklung von (geistigen) Objektivationen psychischer Tätigkeit im Laufe der Geschichte (Sprache, Mythus, Sitte) untersucht habe, jedoch nicht die interpersonale Wechselwirkung selbst und die zugrundeliegenden psychischen Regulationsmechanismen.

#### Angewandte Psychologie
Wundt hielt praktische Anwendungen der Psychologie erst dann für gerechtfertigt, wenn die wissenschaftlichen Grundlagen hinreichend erforscht sind (vgl. die Kontroverse mit Meumann, Wundt, 1909b). Demgegenüber förderte Wundt in Leipzig Kraepelins neuartige psychopharmakologische Untersuchungen mit der Entwicklung des alltagsnahen Arbeitsversuchs (Rechenkurve). Wundts im Grunde positive Einstellung zur angewandten Psychologie lässt sich durch verschiedene Hinweise, auch aus dem Briefwechsel, belegen.
Einige Doktoranden, Assistenten oder Mitarbeiter Wundts befassten sich mit der Differenziellen Psychologie, mit Intelligenzdiagnostik (James McKeen Cattell, Charles Spearman), der Sozialpsychologie der Gruppenprozesse und Arbeitspsychologie (Fritz Giese, Walther Moede), der Völkerpsychologie (Willy Hellpach), der Angewandten Psychologie (Ernst Meumann, Hugo Münsterberg), der Psychopathologie, Psychopharmakologie und der klinischen Diagnostik (Emil Kraepelin).
Der angebliche Psychologismus gehört, ebenso wie das Missverständnis, er habe eine naturwissenschaftliche Psychologie begründen wollen, eine Elementenpsychologie geschaffen und die Angewandte Psychologie abgelehnt, zu den überdauernden Stereotypen über Wundts Werk.

### Wundt-Nachlass

Wilhelm-Wundt-Gedenktafel, Innenhof der Universität Leipzig (Foto von 2016)

Der ungewöhnlich umfangreiche Nachlass umfasst außer seiner Bibliothek und einem Großteil seines Briefwechsels viele Exzerpte, Manuskripte, einige Vorlesungsmitschriften und andere Materialien (Fahrenberg, 2016; Ungerer, 2016).
Wundts Bibliothek verblieb zu einem Drittel bei seinen Kindern Eleonore und Max Wundt; der Großteil wurde in den Notzeiten nach dem Ersten Weltkrieg an die Universität Tohoku in Sendai, Japan verkauft. Deren Bestand weist 6762 westlichsprachige Bände (inklusive gebundene Zeitschriften) sowie 9098 Sonderdrucke und Broschüren der Wundt-Bibliothek aus.
Eleonore Wundt führte in Großbothen ein Wundt-Archiv, das im Dezember 1947 durch Schenkung an die Universität Leipzig bzw. das Institut für Psychologie gelangte. Dort war eine Forschungsgruppe Geschichte der Psychologie (W. Meischner), vor allem in der Vorbereitungsphase des Internationalen Kongresses für Psychologie in Leipzig 1980, mit der Ordnung und ersten Auswertung befasst.
In neuerer Zeit wurden Teile des Schriftwechsels ausgewertet und Digitalisate von einigen Publikationen Wundts hergestellt. Das Universitätsarchiv Leipzig schloss Ende 2015 eine Dokumentation und Digitalisierung des Nachlasses ab (Meyer, 2015), so dass der Bestand von rund 5700 Dokumenten im Kalliope-Verbund direkt zugänglich ist.
Auch im Universitätsarchiv Tübingen gibt es einen größeren, nicht digitalisierten Bestand, Abschriften von 613 Briefen, Wundts Testament, Verzeichnisse der ursprünglichen Wundt-Bibliothek sowie andere Materialien und „Wundtiana“.
Im Deutschen Historischen Museum Berlin ist in der Objektdatenbank (Tonträger-Sammlung) eine Schellackplatte erhalten, auf der Wundt im Jahr 1918 die Schlussworte seiner in Zürich am 31. Oktober 1874 gehaltenen Antrittsvorlesung: Über die Aufgabe der Philosophie in der Gegenwart wiederholte (Aufnahmedauer 2 Minuten).

### Wundt-Gesellschaften und -Ausstellung
- 1925 Wilhelm-Wundt-Stiftung und Verband Freunde des Psychologischen Instituts der Universität Leipzig, gegründet von ehemaligen Assistenten und Freunden Wundts (aufgelöst nach Kriegsende).[129]
- 1979 Wilhelm Wundt Gesellschaft e. V. in Heidelberg, „eine wissenschaftliche Vereinigung mit begrenzter Mitgliederzahl, die es sich zum Ziel gesetzt hat, psychologische Grundlagenforschung zu fördern und durch ihre Arbeit weiterzuentwickeln.“[130]
- 2016 Förderverein Wilhelm-Wundt-Haus in Großbothen. Zweck des Vereins ist „die Erhaltung und denkmalgerechte Restaurierung des Wundthauses sowie dessen denkmalgerechte Nutzung“.
- 2016 widmete das Institut für Psychologie der Universität Leipzig gemeinsam mit der Kustodie in der Ausstellung Psychologie in Leipzig – Geburt einer Wissenschaft Wundts Wirken mit originalen Exponaten aus der Gründungszeit des Institutes.
- 2023 hat das Psychologische Institut der Universität Heidelberg im Nachgang zu seinem 100. Todestag eine Wundt-Büste im Innenhof des Instituts errichtet.[131] Der ausführende Künstler war Martin Hintenlang (Abtsteinach).[132] Wilhelm-Wundt-Büste, die im Februar 2023 im Innenhof des PI aufgestellt wurde (Künstler: Martin Hintenlang, Abtsteinach)

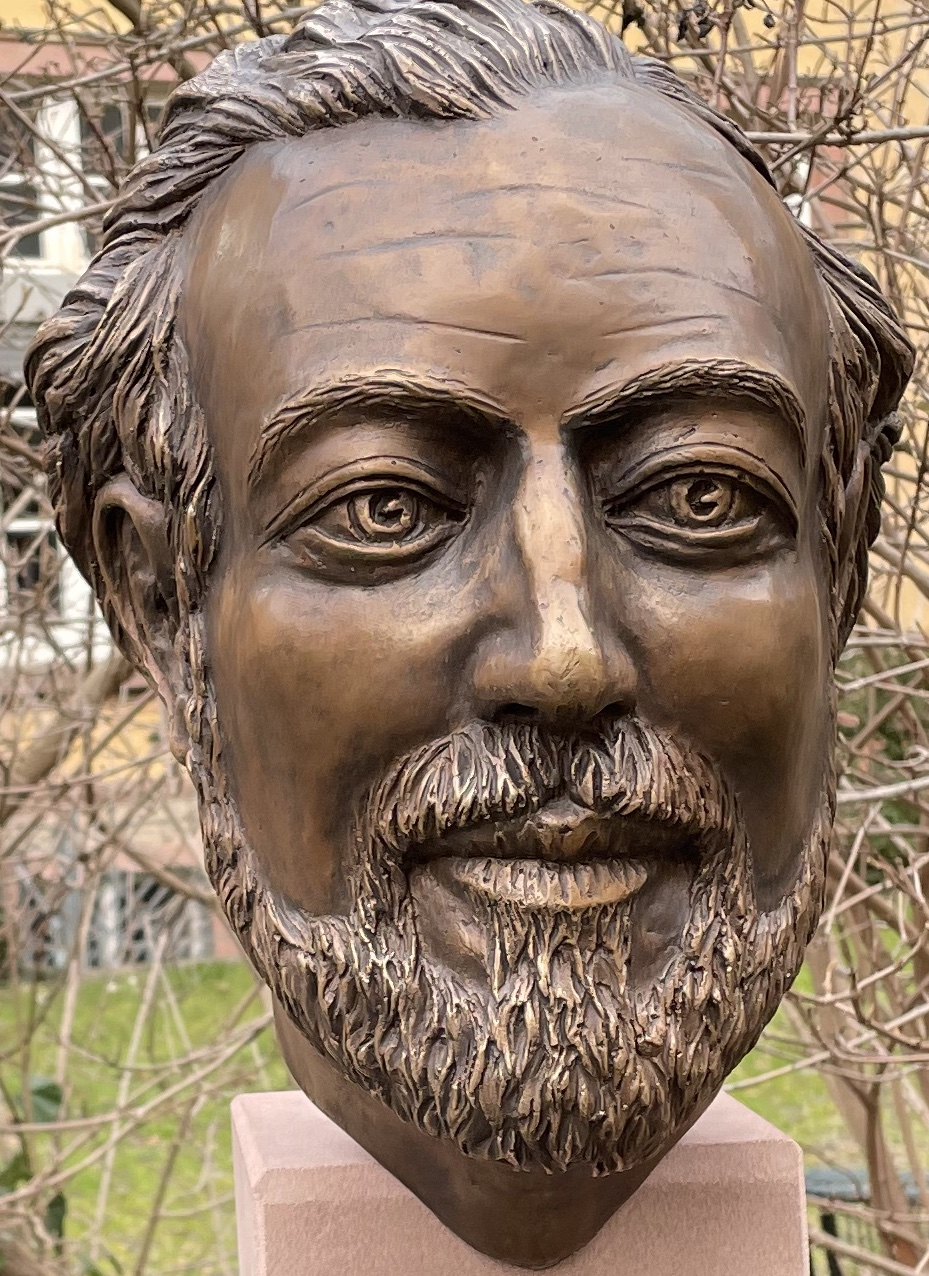
Wilhelm-Wundt-Büste, die im Februar 2023 im Innenhof des PI aufgestellt wurde (Künstler: Martin Hintenlang, Abtsteinach)

## Wundts Aktualität

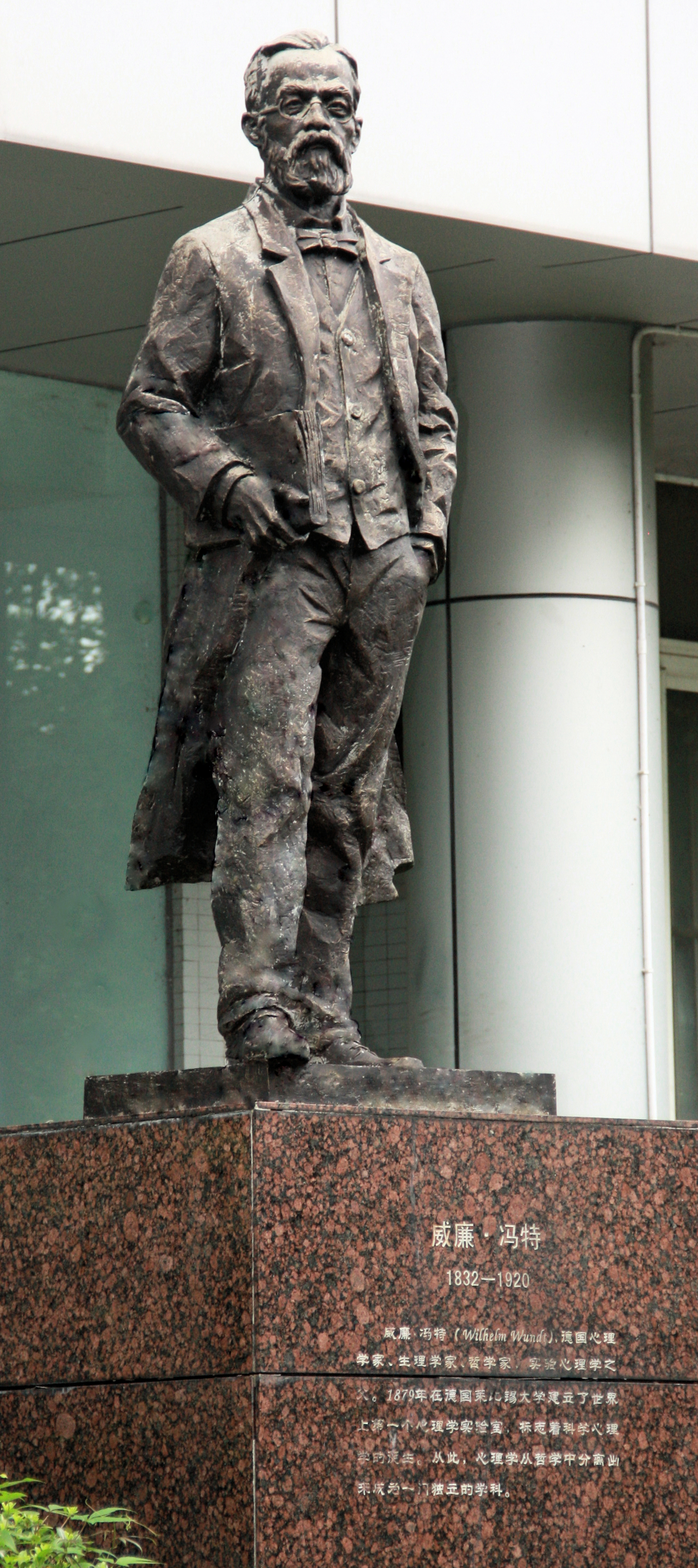
Wilhelm Wundt
Southwest University Chongqing, China

Wundt entwickelte die erste eigenständige und einheitliche Wissenschaftstheorie der Psychologie. In dieser umfassenden Konzeption, die durch seine neurophysiologischen, psychologischen und philosophischen Arbeiten bestimmt ist, wird die erkenntnistheoretische und methodologische Sonderstellung der Psychologie postuliert. „Der Mensch als denkendes und wollendes Subjekt ist nicht in den Begriffen der Naturwissenschaften zu erfassen. Die Psychologie erfordert spezielle Kategorien und eigenständige Erkenntnisprinzipien. Sie ist einerseits empirische Geisteswissenschaft, soll jedoch andererseits ihre physiologischen Grundlagen nicht ausklammern. Deshalb ist ein vielseitiges, multi-methodisches Vorgehen notwendig.“
Wundt verlangte die Fähigkeit und die Bereitschaft, Perspektiven und Bezugssysteme zu unterscheiden und im Perspektiven-Wechsel die notwendige Ergänzung dieser Bezugssysteme zu begreifen. Wundt definierte das Feld der Psychologie sehr weit und interdisziplinär und legte dar, wie unerlässlich die erkenntnistheoretisch-philosophische Kritik der psychologischen Theorien und ihrer philosophischen Voraussetzungen sind. Die Psychologie soll mit der Philosophie in Verbindung bleiben, um diese Erkenntniskritik der unter Psychologen verbreiteten metaphysischen Voraussetzungen zu fördern.
Wundts Konzeption entstand während einer fast 60-jährigen Forschung, die ihn von der Neurophysiologie zur Psychologie und Philosophie führte. Er versuchte, die fundamentalen Kontroversen der Forschungsrichtungen erkenntnistheoretisch-methodologisch durch eine koordinierte Auffassung zu verbinden – in einem souveränen Umgang mit den kategorial grundverschiedenen Betrachtungsweisen des Zusammengehörigen. Hier argumentierte er bereits in der Gründungsphase der universitären Psychologie auf einem hohen Anspruchsniveau metawissenschaftlicher Reflexion – und dieses Anregungspotenzial ist bei weitem nicht ausgeschöpft.
Der konzeptuelle Zusammenhang innerhalb des theoretisch weitgespannten, über Jahrzehnte geschaffenen und kontinuierlich überarbeiteten Gesamtwerks wurde noch kaum systematisch untersucht. Wichtigste theoretische Grundlage ist die Leibniz’ philosophischer Position entsprechende, empirisch-psychologische Theorie der Apperzeption, die Wundt einerseits experimentalpsychologisch und durch seine neuropsychologische Modellierung unterbaute und zu einer Entwicklungstheorie der Kultur weiterführte. Die gründliche Rekonstruktion von Wundts Leitideen ist wegen der Vielschichtigkeit des Gesamtwerks eine Aufgabe, die heute von einem Einzelnen nicht zu leisten ist.
Die Kontroversen über ontologische Postulate und epistemologische Überzeugungen sind keineswegs gelöst, sondern sind nur beiseite geschoben. Die individuellen Auffassungen werden jedoch viele Entscheidungen beeinflussen: von der Auswahl der Forschungsthemen und der Praxisfelder, von der als „adäquat“ behaupteten Methodik bis zu den Menschenbildern und deren Konsequenzen – zumindest auf einigen Gebieten. Doch diese philosophischen Voraussetzungen, die ontologischen, erkenntnistheoretischen und anthropologischen Positionen, bilden heute oft nur einen privaten Hintergrund und sind nur selten ein Thema des Studiums, der Wissenschaftsforschung innerhalb der Psychologie, der empirischen Einstellungsforschung oder der Evaluation von Projekten und Praxisfeldern.
Attraktiv geblieben ist Wundts Werk wegen der von ihm angestrebten Einheitlichkeit der Wissenschaftskonzeption, denn die Kontroversen über Ziele und Methoden der Psychologie, über Strömungen und über tatsächliche Abspaltungen, dauern fort und verlangen einen kontinuierlichen Diskurs über Theoretische Psychologie und deren Kontroversen.

## Veröffentlichungen
- Über den Kochsalzgehalt des Harns. In: Journal für praktische Chemie. 1853, Heft 59, S. 354–363.
- Untersuchungen über das Verhalten der Nerven in entzündeten und degenerirten Organen. Dissertation. Georg Mohr, Heidelberg 1856.
- Die Lehre von der Muskelbewegung. Vieweg, Braunschweig 1858.
- Die Geschwindigkeit des Gedankens. In: Die Gartenlaube. Heft 17, 1862, S. 263 (Volltext [Wikisource]).
- Beiträge zur Theorie der Sinneswahrnehmung. Winter, Leipzig 1862.
- Vorlesungen über die Menschen- und Thierseele. Zweiter Band. Verlag Leopold Voß, Leipzig 1864 (Teil 1–2), Textarchiv – Internet Archive.
- Lehrbuch der Physiologie des Menschen. Dritte, völlig umgearbeitete Auflage. Verlag Ferdinand Enke, Erlangen 1865, Textarchiv – Internet Archive.
- Die physicalischen Axiome und ihre Beziehung zum Causalprincip. Enke, Erlangen 1866.
- Handbuch der medicinischen Physik. Enke, Erlangen 1867. (Digitalisat und Volltext im Deutschen Textarchiv)
- Neuere Leistungen auf dem Gebiete der physiologischen Psychologie. In: Vierteljahrsschrift für Psychologie, Psychiatrie und gerichtliche Medicin. 1867, Band 1, S. 23–56.
- Über die Entstehung räumlicher Gesichtswahrnehmungen. In: Philosophische Monatshefte. 1869, Band 3, S. 225–247.
- Untersuchungen zur Mechanik der Nerven und Nervencentren. Enke, Erlangen 1871.
- Physiologie. In: Karl Bruhns (Hrsg.): Alexander von Humboldt. Eine wissenschaftliche Biographie. Dritter Band, F. A. Brockhaus, Leipzig 1872, Archive.org.
- Grundzüge der physiologischen Psychologie. Verlag Wilhelm Engelmann, Leipzig 1874, Textarchiv – Internet Archive.
- Über die Aufgabe der Philosophie in der Gegenwart. Rede gehalten zum Antritt des öffentlichen Lehramts der Philosophie an der Hochschule in Zürich am 31. Oktober 1874. In: Philosophische Monatshefte. 1874, Band 11, S. 65–68.
- Über den Einfluss der Philosophie auf die Erfahrungswissenschaften. Akademische Antrittsrede gehalten in Leipzig am 20. November 1875. Engelmann, Leipzig 1876.
- Der Spiritismus – eine sogenannte wissenschaftliche Frage. Engelmann: Leipzig 1879.
- Logik. Eine Untersuchung der Principien der Erkenntniss und der Methoden Wissenschaftlicher Forschung. Erster Band: Erkenntnislehre. Zweiter Band. Methodenlehre. Enke, Stuttgart 1880 u. 1883.
- Ueber die Messung psychischer Vorgänge. In: Philosophische Studien. 1883, Band 1, S. 251–260, S. 463–471.
- Ueber psychologische Methoden. In: Philosophische Studien. 1883, Band 1, S. 1–38.
- Essays. Engelmann, Leipzig 1885.
- Ethik. Eine Untersuchung der Tatsachen und Gesetze des sittlichen Lebens. Enke, Stuttgart 1886; 3. Auflage 1903; 4. Auflage 1923–24 (Band 1: Archive.org)
- Über Ziele und Wege der Völkerpsychologie. In: Philosophische Studien. 1888, Band 4, S. 1–27.
- Zur Erinnerung an Gustav Theodor Fechner. Worte gesprochen an seinem Sarge am 21. November 1887. In: Philosophische Studien. 1888, Band 4, S. 471–478.
- System der Philosophie. Engelmann, Leipzig 1889.
- Über den Zusammenhang der Philosophie mit der Zeitgeschichte. Eine Centenarbetrachtung. Rede des antretenden Rectors Dr. phil., jur. et med. Wilhelm Wundt. In: F. Häuser (Hrsg.): Die Leipziger Rektoratsreden 1871–1933. Band I: Die Jahre 1871–1905 (S. 479–498). Berlin: de Gruyter (1889/2009).
- Hypnotismus und Suggestion. Engelmann: Leipzig 1892.
- Ueber psychische Causalität und das Princip des psycho-physischen Parallelismus. In: Philosophische Studien. 1894, Band 10, S. 1–124.
- Grundriss der Psychologie. Engelmann, Leipzig 1896. digitalisiert
- Ueber die Definition der Psychologie. In: Philosophische Studien. 1896, Band 12, S. 9–66.
- Über naiven und kritischen Realismus I–III. In: Philosophische Studien. 1896–1898, Band 12, S. 307–408; Band 13, S. 1–105, S. 323–433. Erster Teil Zweiter Teil Dritter Teil
- System der Philosophie. 2. Auflage. Engelmann, Leipzig 1897.
- Völkerpsychologie. Eine Untersuchung der Entwicklungsgesetze von Sprache, Mythos und Sitte. 10 Bände. Engelmann; Leipzig 1900–1920.
  - Bd. 1: Die Sprache 1
  - Bd. 2: Die Sprache 2
  - Bd. 3: Die Kunst
  - Bd. 4: Mythus und Religion 1 (Digitalisat, 1905)
  - Bd. 5: Mythus und Religion 2 (Digitalisat, 1906)
  - Bd. 6: Mythus und Religion 3 (Digitalisat, 1909)
  - Bd. 7: Die Gesellschaft 1
  - Bd. 8: Die Gesellschaft 2
  - Bd. 9: Das Recht
  - Bd. 10: Kultur und Geschichte
- Gustav Theodor Fechner. Rede zur Feier seines hundertjährigen Geburtstags. Engelmann, Leipzig 1901.
- Grundzüge der Physiologischen Psychologie. 5. Auflage. Band 1–3. Engelmann, Leipzig 1902–1903.
- Über empirische und metaphysische Psychologie. In: Archiv für die gesamte Psychologie. 1904, Band 2, S. 333–361.
- Über Ausfrageexperimente und über die Methoden zur Psychologie des Denkens. In: Psychologische Studien. 1907, Band 3, S. 301–360.
- Kritische Nachlese zur Ausfragemethode. In: Archiv für die gesamte Psychologie. 1908, Band 11, S. 445–459.
- Grundzüge der physiologischen Psychologie. 6. Aufl. Band 1–3. Engelman: Leipzig 1908–1911.
- Einleitung in die Philosophie. 5. Auflage. Engelmann, Leipzig 1909.
- Über reine und angewandte Psychologie. In: Psychologische Studien. 1909, Band 5, S. 1–47.
- Psychologismus und Logizismus. Kleine Schriften. Band 1 (S. 511–634). Engelmann, Leipzig 1910.
- Kleine Schriften. Band 1–2. Engelmann, Leipzig 1910–1911.
- Einführung in die Psychologie. Dürr, Leipzig 1911.
- Probleme der Völkerpsychologie. Wiegandt, Leipzig 1911.
- Elemente der Völkerpsychologie. Grundlinien einer psychologischen Entwicklungsgeschichte der Menschheit. Kröner, Leipzig 1912.
- Die Psychologie im Kampf ums Dasein. Kröner, Leipzig 1913. Neuausgabe Hofenberg, Berlin 2023, ISBN 978-3-7437-4607-7.
- Reden und Aufsätze. Kröner, Leipzig 1913.
- Sinnliche und übersinnliche Welt. Kröner, Leipzig 1914.
- Über den wahrhaften Krieg. Rede gehalten in der Alberthalle zu Leipzig am 10. September 1914. Kröner, Leipzig 1914. archive.org
- Die Nationen und ihre Philosophie. Kröner, Leipzig 1915.
- Völkerpsychologie und Entwicklungspsychologie. In: Psychologische Studien. 1916, 10, 189–238.
- Leibniz. Zu seinem zweihundertjährigen Todestag. 14. November 1916. Alfred Kröner Verlag, Leipzig 1917.
- Logik. Eine Untersuchung der Prinzipien der Erkenntnis und der Methoden Wissenschaftlicher Forschung. Band 1. Allgemeine Logik und Erkenntnistheorie. 4. Auflage. Ferdinand Enke, Stuttgart 1919.
- System der Philosophie. 4. Auflage. Kröner, Leipzig 1919.
- Logik. Eine Untersuchung der Prinzipien der Erkenntnis und der Methoden Wissenschaftlicher Forschung. Band 2. Logik der exakten Wissenschaften. 4. Auflage. Ferdinand Enke, Stuttgart 1920.
- Die Weltkatastrophe und die deutsche Philosophie. Keysersche Buchhandlung, Erfurt 1920.
- Erlebtes und Erkanntes. Kröner, Stuttgart 1920. Neuausgabe Hofenberg, Berlin 2013, ISBN 978-3-8430-3037-3.
- Grundriss der Psychologie. 14. Auflage. Kröner, Stuttgart 1920.
- Kleine Schriften. Band 3. Kröner, Stuttgart 1921.
- Logik. Eine Untersuchung der Prinzipien der Erkenntnis und der Methoden Wissenschaftlicher Forschung. Band 3. Logik der Geisteswissenschaften. 4. Auflage. Enke, Stuttgart 1921.

### Biographien
- Alfred Arnold: Wilhelm Wundt – Sein philosophisches System. Akademie-Verlag, Berlin 1980.
- Edwin G. Boring: A history of experimental psychology. 2. Auflage. The Century Company, New York 1950.
- Rudolf Eisler: W. Wundts Philosophie und Psychologie. In ihren Grundlehren dargest. Barth, Leipzig 1902.
- Granville Stanley Hall: Wilhelm Wundt. Der Begründer der modernen Psychologie. Vorwort von Max Brahn. Meiner, Leipzig 1914.
- Edmund König: Wilhelm Wundt als Psycholog und als Philosoph. Fromman, Stuttgart 1901.
- Georg Lamberti: Wilhelm Maximilian Wundt (1832–1920). Leben, Werk und Persönlichkeit in Bildern und Texten. Deutscher Psychologen Verlag, Berlin 1995, ISBN 3-925559-83-3.
- Wolfram Meischner, Erhard Eschler: Wilhelm Wundt. Pahl-Rugenstein, Köln 1979, ISBN 3-7609-0457-2.
- Willi Nef: Die Philosophie Wilhelm Wundts. Meiner, Leipzig 1923.
- Traugott K. Oesterreich: Grundriss der Geschichte der Philosophie. IV. Die Deutsche Philosophie des Neunzehnten Jahrhunderts und der Gegenwart (15. Aufl., 1951, unveränd. Nachdr. der völlig neubearb. 12. Aufl.). Mittler & Sohn, Tübingen 1923, S. 343–360, 483–485.
- Peter Petersen: Wilhelm Wundt und seine Zeit. Frommanns Verlag, Stuttgart 1925.
- Lothar Sprung: Wilhelm Wundt – Bedenkenswertes und Bedenkliches aus seinem Lebenswerk. In: Georg Eckardt (Hrsg.): Zur Geschichte der Psychologie. Deutscher Verlag der Wissenschaften, Berlin 1979, S. 73–82.
- Eleonore Wundt: Wilhelm Wundt. In: Deutsches Biographisches Jahrbuch (hrsg. vom Verband der Deutschen Akademien). Überleitungsband II, 1917–1920. Deutsche Verlagsanstalt, Berlin 1928, S. 626–636, archive.org.

### Ältere Literatur
- Eduard von Hartmann: Die moderne Psychologie. Eine kritische Geschichte der deutschen Psychologie in der zweiten Hälfte des neunzehnten Jahrhunderts. Haacke, Leipzig 1901.
- Arthur Hoffmann-Erfurt (Hrsg.): Wilhelm Wundt. Eine Würdigung. (1. Auflage 1922) 2. verm. Auflage. Stenger, Erfurt 1924.
- Edmund König: W. Wundt. Seine Philosophie und Psychologie. Verlag F. Frommann, Stuttgart 1901, Textarchiv – Internet Archive.
- Festschrift. Wilhelm Wundt zum siebzigsten Geburtstage. Überreicht von seinen Schülern. 1. Theil. (= Philosophische Studien. 19. Band), Verlag Wilhelm Engelmann, Leipzig 1902, Textarchiv – Internet Archive.
- Festschrift. Wilhelm Wundt zum siebzigsten Geburtstage. Überreicht von seinen Schülern. 2. Theil. (= Philosophische Studien. 20. Band), Verlag Wilhelm Engelmann, Leipzig 1902, Textarchiv – Internet Archive.
- Ludwig Sütterlin: Das Wesen der sprachlichen Gebilde. Kritische Bemerkungen zu Wilhelm Wundts Sprachpsychologie. Verlag Carl Winter, Heidelberg 1902, Textarchiv – Internet Archive.
- Otto Klemm: Zur Geschichte des Leipziger Psychologischen Instituts. In: A. Hoffmann-Erfurt (Hrsg.): Wilhelm Wundt. Eine Würdigung. 2. Auflage. Stenger, Erfurt 1924, S. 93–101.
- Felix Krueger: Eröffnung des XIII. Kongresses. Die Lage der Seelenwissenschaft in der deutschen Gegenwart. In: Otto Klemm (Hrsg.): Bericht über den XIII. Kongress der Deutschen Gesellschaft für Psychologie in Leipzig vom 16.–19. Oktober 1933. Fischer, Jena 1934, S. 6–36.
- Eleonore Wundt: Wilhelm Wundts Werke. Ein Verzeichnis seiner sämtlichen Schriften. Beck, München, 1927.

### Neuere Literatur
- Saulo de F. Araujo: Why did Wundt abandon his early theory of the unconscious? Towards a new interpretation of Wundts psychological project. In: History of Psychology, 2012, Volume 15, S. 33–49.
- Saulo de F. Araujo: Wundt and the Philosophical Foundations of Psychology. A Reappraisal. Springer, New York 2016, ISBN 978-3-319-26634-3.
- Saulo de F. Araujo: Wilhelm Wundt. Oxford Bibliographies – Psychology. (Last modified: 24 February 2021.)
- Wolfgang G. Bringmann, Eckart Scheerer: Wundt centennial issue. In: Psychological Research, 1980, Volume 42, S. 1–189.
- Wolfgang G. Bringmann, Ryan D. Tweney: Wundt studies. Hogrefe, Toronto 1980, ISBN 0-88937-001-X.
- Wolfgang G. Bringmann, N. J. Bringmann, G. A. Ungerer: The establishment of Wundt’s laboratory: An archival and documentary study. In: Wolfgang Bringmann, Ryan D. Tweney (Hrsg.): Wundt Studies. Hogrefe, Toronto 1980, ISBN 0-88937-001-X, S. 123–157.
- Kurt Danziger: Wilhelm Wundt and the emergence of experimental psychology. In: R. C. Olby (Hrsg.): Companion to the history of modern science. New York 1990, S. 396–409.
- Kurt Danziger: Wundt and the temptations of psychology. In: R.W. Rieber, David K. Robinson (Eds.). Wilhelm Wundt in history: The making of a scientific psychology. Kluwer-Academic, New York 2001, S. 69–94.
- Georg Eckardt (Hrsg.): Völkerpsychologie – Versuch einer Neuentdeckung. Psychologie Verlags Union, Weinheim 1997.
- Georg Eckardt: „Ausgewählte Texte zur Entstehung der Psychologie als Wissenschaft. In memoriam Wilhelm Wundt.“ Springer Fachmedien, Wiesbaden 2019.
- Michel Espagne, Annika Haß (Hrsg.): Wilhelm Wundt et la naissance de l’anthropologie, Revue germanique internationale 35, 2022. (doi:10.4000/rgi.2842)
- Jochen Fahrenberg: Wilhelm Wundts Interpretationslehre. In: Forum Qualitative Sozialforschung / Forum: Qualitative Social Research. 2008, Band 9(3), Art. 29.
- Jochen Fahrenberg: Wilhelm Wundt – Pionier der Psychologie und Außenseiter? Leitgedanken der Wissenschaftskonzeption und deren Rezeptionsgeschichte. E-Book, 2011 (PDF; 8,4 MB).
- Jochen Fahrenberg: Wilhelm Wundts Wissenschaftstheorie. Ein Rekonstruktionsversuch. In: Psychologische Rundschau, Band 63 (4), 2012, S. 228–238.
- Jochen Fahrenberg: Zur Kategorienlehre der Psychologie. Komplementaritätsprinzip. Perspektiven und Perspektiven-Wechsel. Pabst Science Publishers, Lengerich 2013, ISBN 978-3-89967-891-8 (PDF; 5,5 MB).
- Jochen Fahrenberg: Wilhelm Wundts Neuropsychologie. In: David Emmans, Arto Laihinen (Hrsg.): Comparative Neuro–psychology and Brain Imaging: Festschrift in honour of Prof. Dr. Ulrike Halsband. LIT-Verlag, Wien 2015, ISBN 978-3-643-90653-3, S. 348–373.
- Jochen Fahrenberg: Theoretische Psychologie – Eine Systematik der Kontroversen. Pabst Science Publishers, Lengerich 2015, ISBN 978-3-95853-077-5 (PDF; 7,4 MB).
- Jochen Fahrenberg: Leibniz’ Einfluss auf Wundts Psychologie, Philosophie und Ethik. PsyDok Dokumentenserver für die Psychologie, (PDF; 2,3 MB)
- Jochen Fahrenberg: Wilhelm Wundts Kulturpsychologie (Völkerpsychologie): Eine Psychologische Entwicklungstheorie des Geistes. PsyDok Dokumentenserver für die Psychologie, (PDF; 652 kB)
- Jochen Fahrenberg: Wundt-Nachlass: Eine Übersicht über wichtige Archive, Verzeichnisse, Digitalisate, Korrespondenz und Skripten, Biographisches. Vier Wilhelm-Wundt-Gesellschaften. Das Haus in Großbothen. Exkurs zu Wilhelm Ostwald. PsyDok Dokumentenserver für die Psychologie. (PDF; 2,2 MB).
- Jochen Fahrenberg: Wilhelm Wundt (1832–1920). Gesamtwerk: Einführung, Zitate, Rezeption, Kommentare, Rekonstruktionsversuche. Pabst Science Publishers, Lengerich 2018, ISBN 978-3-95853-435-3, (PDF; 5,9 MB). 2018.
- Jochen Fahrenberg: Wilhelm Wundt (1832–1920). Introduction, Quotations, Reception, Commentaries, Attempts at Reconstruction. Pabst Science Publishers, Lengerich 2020, ISBN 978-3-95853-574-9. PsyDok Dokumentenserver für die Psychologie, (PDF; 3,3 MB). 2019.
- Jochen Fahrenberg: Wilhelm Wundt (1832–1920). Eine Centenarbetrachtung (Ein Rückblick auf das Werk von Wilhelm Wundt und dessen Rezeption und Aktualität). 2022.
- Walter Friedrich: Das erste Psychologie-Institut der Welt. Die Leipziger Universitätspsychologie 1879–1980. Rosa-Luxemburg-Stiftung Sachsen e. V., Leipzig 2009.
- Carl F. Graumann: Experiment, Statistik, Geschichte. Wundts erstes Heidelberger Programm einer Psychologie. In: Psychologische Rundschau, 1980, Band 31, S. 73–83.
- Carl F. Graumann: Die Verbindung und Wechselwirkung der Individuen im Gemeinschaftsleben. In: Gerd Jüttemann (Hrsg.): Wilhelm Wundts anderes Erbe. Ein Missverständnis löst sich auf. Vandenhoeck & Ruprecht, Göttingen 2006, S. 52–68.
- Jürgen Jahnke: Wilhelm Wundts akademische Psychologie 1886/87. Die Vorlesungsnachschriften von Albert Thumb Freiburg. In: Jürgen Jahnke, Jochen Fahrenberg, Reiner Stegie, Eberhard Bauer (Hrsg.): Psychologiegeschichte – Beziehungen zu Philosophie und Grenzgebieten. Profil, München 1998, ISBN 3-89019-461-3, S. 151–168.
- Gerd Jüttemann (Hrsg.): Wilhelm Wundts anderes Erbe. Ein Missverständnis löst sich auf. Vandenhoeck & Ruprecht, Göttingen, 2006, ISBN 3-525-49087-9.
- Gerd Jüttemann: Wundts Psychologiekonzeption ist nicht die Ursache, sondern die Lösung des Problems. In: Psychologische Rundschau, 2007, Band 58 (4), S. 267–269.
- Alan Kim: Wilhelm Maximilian Wundt. In: Edward N. Zalta (Hrsg.): The Stanford Encyclopedia of Philosophy. (Summer 2006 Edition).
- Jürgen Klüpfel, C.F.Graumann: Ein Institut entsteht – Zur Geschichte der Institutionalisierung der Psychologie an der Universität Heidelberg. 1986
- Wolfram Meischner, Annerose Metge: Wilhelm Wundt – progressives Erbe, Wissenschaftsentwicklung und Gegenwart. Protokoll des internationalen Symposiums. Karl-Marx-Universität, Leipzig 1979/ Pahl-Rugenstein, Köln 1980.
- Annerose Meischner-Metge: Wilhelm Wundt und seine Schüler. In: Horst-Peter Brauns (Hrsg.): Zentenarbetrachtungen. Historische Entwicklungen in der neueren Psychologie bis zum Ende des 20. Jahrhunderts. Peter Lang, Frankfurt a. M. 2003, S. 156–166.
- Annerose Meischner-Metge: Die Methode der Forschung. In: G. Jüttemann (Hrsg.): Wilhelm Wundts anderes Erbe. Ein Missverständnis löst sich auf. Vandenhoeck & Ruprecht, Göttingen 2006, S. 131–143.
- Till Meyer: Das DFG-Projekt „Erschließung und Digitalisierung des Nachlasses von Wilhelm Wundt“ an der Universitätsbibliothek Leipzig. In: Leipziger Jahrbuch für Buchgeschichte, 2015, Band 23, 347–357.
- Robert W. Rieber, David K. Robinson (Hrsg.): Wilhelm Wundt in history: The making of a scientific psychology. 2. Auflage. Kluwer-Academic, New York 2001.
- Helen E. Ross, Klaus Bischof: Wundt’s views on sensations of innervation: a reevaluation. In: Perception, 1981, Volume 10, pages 319–329.
- Christina M. Schneider: Wilhelm Wundts Völkerpsychologie. Entstehung und Entwicklung eines in Vergessenheit geratenen, wissenschaftshistorisch relevanten Fachgebietes. Bouvier, Bonn 1990.
- M. Takasuma: The Wundt Collection in Japan. In: R.W. Rieber, D. K. Robinson (Hrsg.): Wilhelm Wundt in history: The making of a scientific psychology. Kluwer-Academic, New York 2001, S. 251–258.
- Gustav A. Ungerer: Wilhelm Wundt als Psychologe und Politiker. In: Psychologische Rundschau, Band 31, 1980, S. 99–110.
- Gustav A. Ungerer: Forschungen zur Biographie Wilhelm Wundts und zur Regionalgeschichte. Gesammelte Aufsätze 1978–1997. Ein Logbuch. (ca. 100 Abb.). Verlag Regionalkultur, Ubstadt-Weiher 2016. ISBN 978-3-89735-851-5
- Nicholas J. Wade, Kenzo Sakurai, Jiro Gyoba: Guest editorial essay. Whither Wundt? In: Perception, 2007, Volume 36, S. 163–166.
- Wan-chi Wong: Retracing the footsteps of Wilhelm Wundt: Explorations in the Disciplinary Frontiers of Psychology and in Völkerpsychologie. In: History of Psychology, 2010, Volume 12, (4), S. 229–265.
- Maximilian Wontorra, Annerose Meischner-Metge, Erich Schröger (Hrsg.): Wilhelm Wundt (1832–1920) und die Anfänge der experimentellen Psychologie. Leipzig 2004.
- Maximilian Wontorra, Ingrid Kästner, Erich Schröger (Hrsg.): Wilhelm Wundts Briefwechsel. Leipzig 2011.
- Paul Ziche: Neuroscience in its context. Neuroscience and psychology in the work of Wilhelm Wundt. In: Physis rivista internazionale di storia della scienza, 1999, Volume 36 (2), 407–429.
- Michael Knüppel: Wilhelm (Maximilian) Wundt. In: Biographisch-Bibliographisches Kirchenlexikon (BBKL). Band 45, Bautz, Nordhausen 2023, ISBN 978-3-95948-584-5, Sp. 1502–1556 (Artikel/Artikelanfang im Internet-Archive).